# Liste der Biografien/Les
Liste der Biografien |
Portal Biografien |
Personensuche
# |
A |
B |
C |
D |
E |
F |
G |
H |
I |
J |
K |
L |
M |
N |
O |
P |
Q |
R |
S |
T |
U |
V |
W |
X |
Y |
Z |
?
 
La |
Lb |
Lc |
Le |
Lg |
Lh |
Li |
Lj |
Ll |
Lm |
Lo |
Lp |
Lt |
Lu |
Lv |
Lw |
Lx |
Ly |
Lz
 
Lea |
Leb |
Lec |
Led |
Lee |
Lef |
Leg |
Leh |
Lei |
Lej |
Lek |
Lel |
Lem |
Len |
Leo |
Lep |
Leq |
Ler |
Les |
Let |
Leu |
Lev |
Lew |
Lex |
Ley |
Lez
Die Liste der Biografien führt alle Personen auf, die in der deutschsprachigen Wikipedia einen Artikel haben. Dieses ist eine Teilliste mit 643 Einträgen von Personen, deren Namen mit den Buchstaben „Les“ beginnt.

## Les
- Les (* 1992), Schweizer Rapper
- Les, Don (1914–1994), US-amerikanischer Mundharmonikaspieler

### Lesa
- Lesaar, Charles Myr (1884–1941), belgischer Künstler
- Lesaar, Heinz (1930–2004), deutscher Chemiker und Hochschullehrer
- Lesaar, Hubert (1888–1963), Bürgermeister der Rechtsvorgänger der Stadt Kamp-Lintfort (1920–1945)
- Lesaffre, Fantine (* 1994), französische Schwimmerin
- Lesage, Alain-René (1668–1747), französischer SchriftstellerAlain-René Lesage (1668–1747)

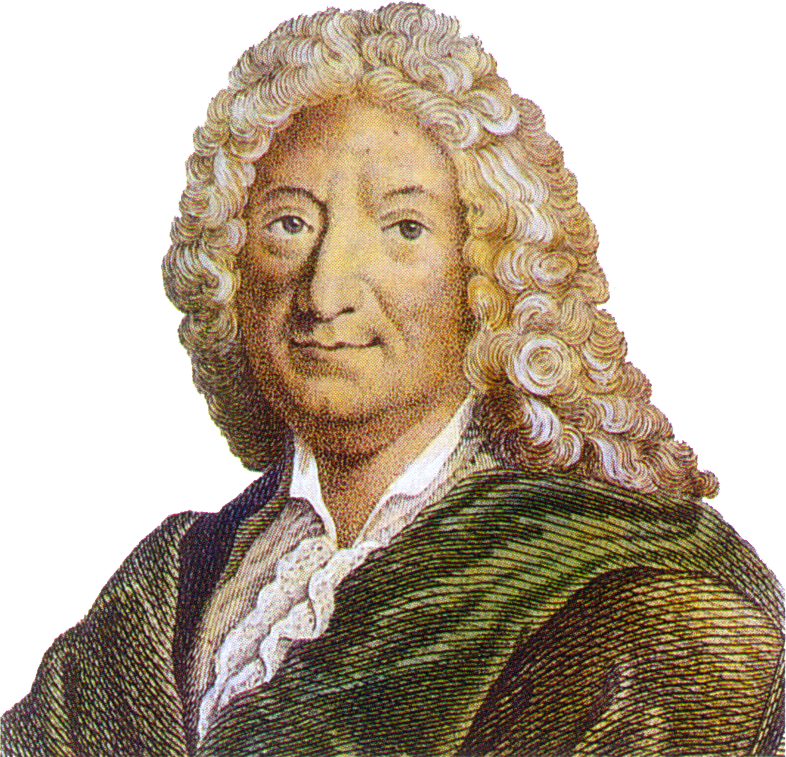
Alain-René Lesage (1668–1747)

- Lesage, Brigitte (* 1964), französische Volleyball- und Beachvolleyballspielerin
- Lesage, Jean (1912–1980), kanadischer Politiker
- Lesage, Michel (* 1952), französischer Politiker, Mitglied der Nationalversammlung
- Lesage, Mikaël (* 1975), französischer Fußballschiedsrichter
- Lesage, Pierre-Charles (1740–1810), französischer Ingenieur
- Lesage, Xavier (1885–1968), französischer Dressurreiter
- Lesák, František (* 1943), tschechisch-österreichischer Bildhauer, Zeichner und Konzeptkünstler
- Lesambo Ndamwize, Léon (1929–2017), kongolesischer Geistlicher, Altbischof von Inongo
- Lesauvage, André (1890–1971), französischer Segler

### Lesb
- Lesberg, Jack (1920–2005), US-amerikanischer Musiker
- Lesbos, Benjamin von († 1824), griechischer Mönch, Gelehrter, Freiheitskämpfer und Vertreter der modernen griechischen Aufklärung
- Lesbounit, Robert (1904–1989), französischer Maler und Bildhauer
- Lesbros, Émilie, französische Sängerin (Jazz, Metal, Improvisationsmusik)

### Lesc
- Lescailje, Katharyne (1649–1711), niederländische Dichterin, Übersetzerin und Buchhändlerin
- Leščak, Filip (* 1960), jugoslawischer Judoka
- Lescano, Pablo (* 1977), argentinischer Sänger, Keyboarder und Musik-Produzent
- Lescarbot, Marc († 1642), französischer Anwalt und Reisender, Verfasser einer Geschichte Neufrankreichs
- Lescarmontier, Lydie (* 1985), französische Glaziologin und Autorin
- Lescault, Hayden (* 1992), US-amerikanischer Basketballspieler
- Lescay, Lester (* 2001), kubanischer Leichtathlet
- Lescay, Yoandys (* 1994), kubanischer Sprinter
- Lescaze, William (1896–1969), amerikanischer Architekt
- Lesch von Mühlheim, Johann Philipp († 1601), Großbailli des Johanniterordens (1598–1599)
- Lesch, Christiane (* 1940), deutsche Illustratorin und Malerin
- Lesch, Cora (* 1969), deutsche Politikerin (CDU), MdL
- Lesch, Erwin (1893–1974), deutscher Sonder-/Heilpädagoge
- Lesch, Fritz (1898–1937), deutscher Arbeitersportler und Spanienkämpfer
- Lesch, Gabriela (* 1964), deutsche Mittelstreckenläuferin
- Lesch, Guntram (1899–1956), deutscher Elektrotechniker
- Lesch, Harald (* 1960), deutscher Astrophysiker, Naturphilosoph, Wissenschaftsjournalist und Fernsehmoderator
- Lesch, Karin (1935–2025), deutsche Schauspielerin
- Lesch, Karl Josef (* 1946), deutscher römisch-katholischer Theologe
- Lesch, Klaus-Peter (* 1957), deutscher Psychiater
- Lesch, Leonid Wilgelmowitsch (1862–1934), russischer General
- Lesch, Matthias (* 1961), deutscher Mathematiker
- Lesch, Michael (* 1956), deutscher SchauspielerMichael Lesch (* 1956)

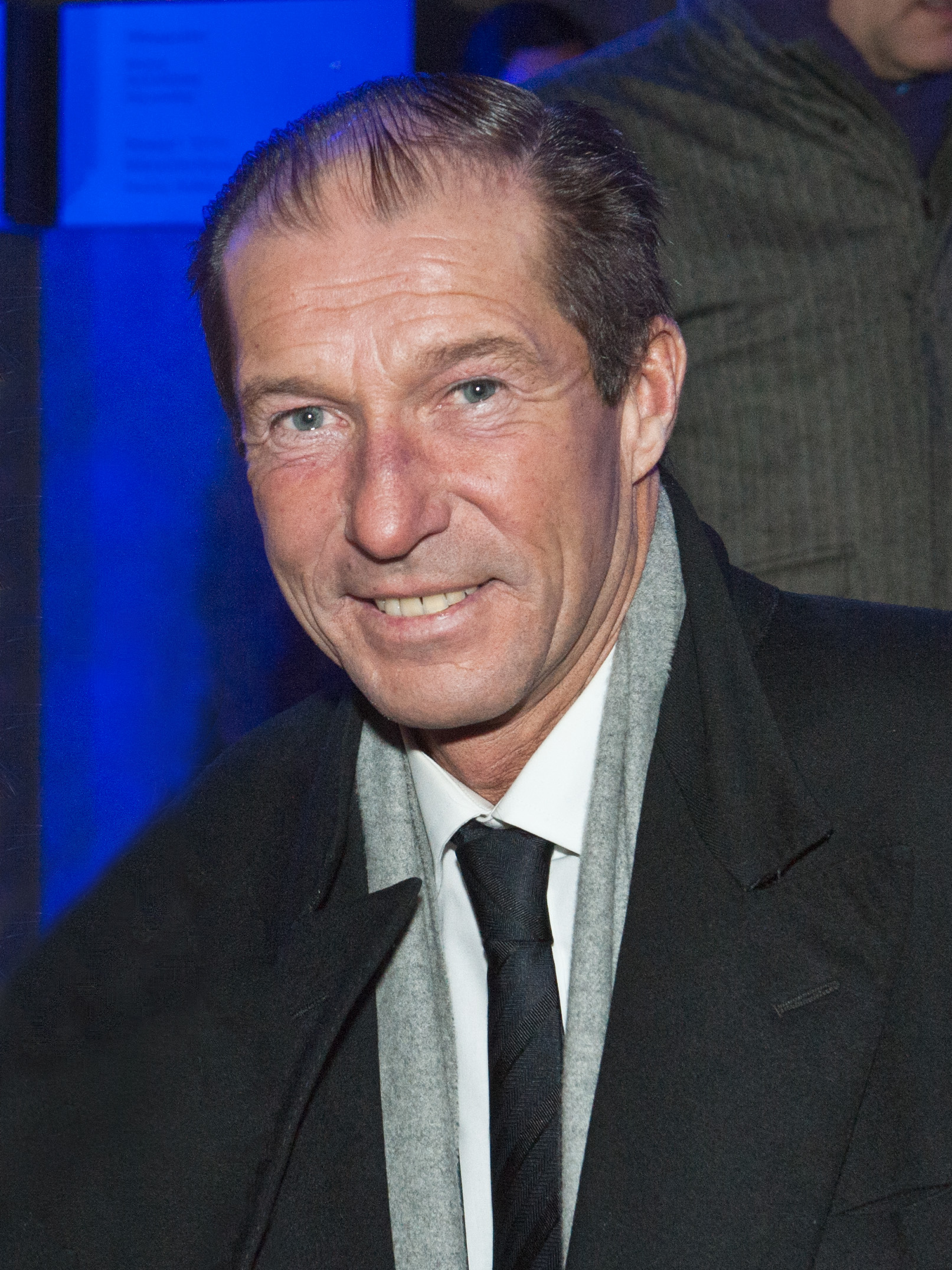
Michael Lesch (* 1956)

- Lesch, Sarah (* 1986), deutsche Liedermacherin
- Lesch, Walter (1898–1958), Schweizer Regisseur und Autor
- Lesch, Walter (1923–2013), deutscher Fußballspieler
- Lesch, Walter (* 1958), deutscher römisch-katholischer Theologe
- Lesch, Willi (* 1942), deutscher Skirennläufer
- Leschallier de Lisle, Guillaume (* 1971), französischer römisch-katholischer Geistlicher, Weihbischof in Meaux
- Leschanowsky, Heinz (1932–1992), deutscher Politiker (CSU), MdL
- Leschber, Gunda (* 1958), deutsche Chirurgin und Thoraxchirurgin
- Leschber, Reimar (* 1929), deutscher Chemiker
- Lesche, Friedrich (1863–1933), deutscher Politiker (SPD), MdR, MdHB, Konsumgenossenschafter und Vorstand Volksfürsorge
- Lesche, Günter (* 1932), deutscher Konzertsänger
- Lesche, Verné (1917–2002), finnische Eisschnellläuferin
- Leschenault de La Tour, Jean-Baptiste (1773–1826), französischer Botaniker und Ornithologie
- Leschenko, Polina (* 1981), russisch-israelische Pianistin
- Leschetitzky, Ludwig (1886–1951), österreichischer Komponist und Dirigent
- Leschetizky, Theodor (1830–1915), polnisch-österreichischer Pianist, Komponist und MusikpädagogeTheodor Leschetizky (1830–1915)

Theodor Leschetizky (1830–1915)

- Leschetizky, Walter (1909–1989), österreichischer Komponist, Orchesterleiter und Arrangeur von Filmschlagern wie „Frauen sind keine Engel“
- Leschewitz, Franziska (* 1989), deutsche Politikerin (Die Linke), MdA
- Leschhorn, Wolfgang (* 1950), deutscher Althistoriker und Numismatiker
- Leschinger, Franz (* 1957), deutscher Maler und Bildhauer
- Leschinsky, Achim (1944–2011), deutscher Erziehungswissenschaftler
- Leschke, Erich (1887–1933), deutscher Pathologe und Internist
- Leschke, Jochen (1919–1971), deutscher Rundfunkjournalist und Rundfunkregisseur
- Leschke, Katrin (* 1968), deutsche Mathematikerin
- Leschke, Rainer (* 1956), deutscher Germanist und Medienwissenschaftler
- Leschkow, Wassili Nikolajewitsch (1810–1881), russischer Jurist und Hochschullehrer
- Leschkowitz, Nora (* 1977), deutsche Schauspielerin
- Leschly, Mauritz (1841–1930), dänischer Offizier
- Leschner, Kristian (* 1973), deutscher Kameramann
- Leschnert, Johann Gottfried (1681–1747), deutscher Pädagoge
- Leschnew, Abram Sacharowitsch (1893–1938), sowjetischer Literaturkritiker
- Leschnewa, Julija Michailowna (* 1989), russische Sängerin
- Leschnikoff, Ari (1897–1978), bulgarischer Sänger, Erster Tenor des Berliner Ensembles Comedian HarmonistsAri Leschnikoff (1897–1978)

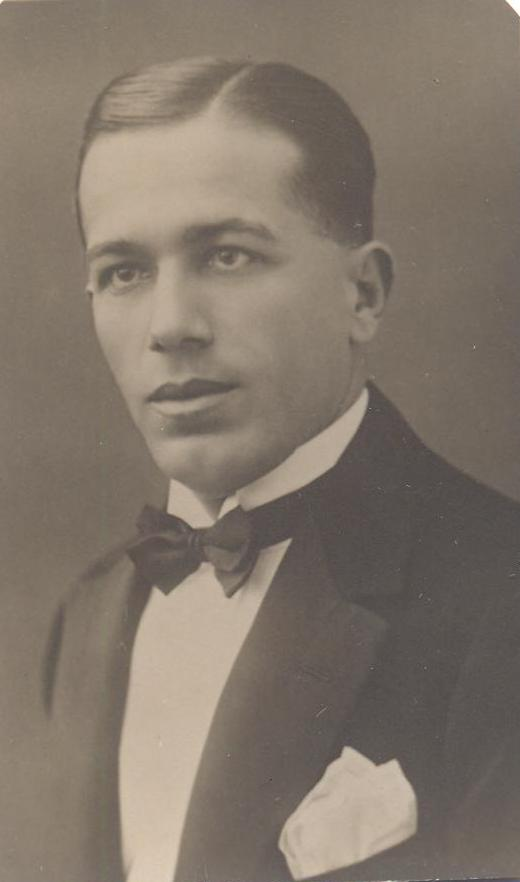
Ari Leschnikoff (1897–1978)

- Leschnitz, Hans-Joachim (* 1944), deutscher Schauspieler und Synchronsprecher
- Leschnitzer, Adolf (1899–1980), deutsch-amerikanischer Germanist und Pädagoge
- Leschnitzer, Franz (1905–1967), deutscher Publizist, Journalist, Lyriker und Pazifist
- Leschonski, Kurt (1930–2002), deutscher Ingenieur
- Leschot, Georges Auguste (1800–1884), Schweizer Uhrmacher und Erfinder
- Leschtschanka, Arzjom (* 1989), weißrussischer Biathlet
- Leschtschanka, Iryna (* 1991), belarussische Biathletin
- Leschtschenko, Lew Walerjanowitsch (* 1942), russischer SängerLew Walerjanowitsch Leschtschenko (* 1942)

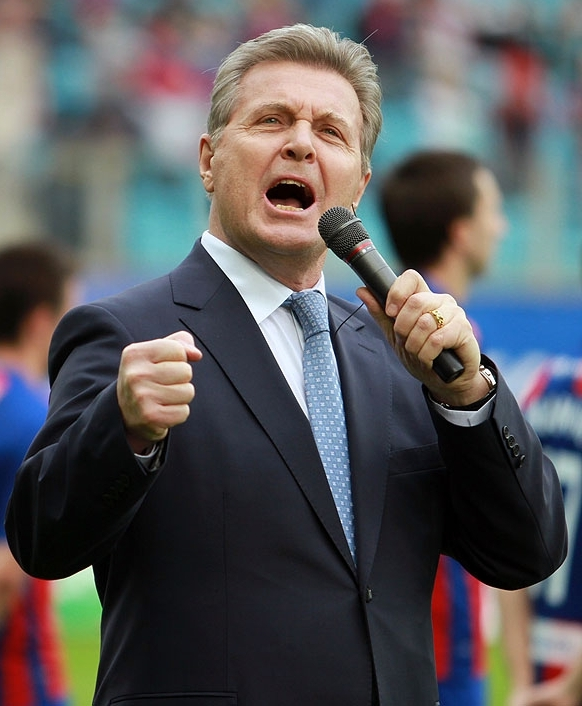
Lew Walerjanowitsch Leschtschenko (* 1942)

- Leschtschenko, Pjotr Konstantinowitsch (1898–1954), Chansonsänger
- Leschtschenko, Serhij (* 1980), ukrainischer Journalist und Politiker
- Leschtschow, Albert Wiktorowitsch (* 1971), russischer Eishockeyspieler
- Leschtschuk, Igor Alexejewitsch (* 1996), russischer Fußballspieler
- Leschtschyschyn, Laryssa (* 1988), ukrainische Naturbahnrodlerin
- Leschukow, Ilja Sergejewitsch (* 1995), russischer Beachvolleyballspieler
- Leschyshyn, Curtis (* 1969), kanadischer Eishockeyspieler, -trainer und -scout
- Leščinskaitė, Gabrielė (* 1996), litauische Biathletin
- Leščinskas, Arvydas Kostas (* 1946), litauischer Ingenieur, Wissenschaftler, Politiker, Dozent
- Leščinskas, Romas (* 1953), litauischer Politiker
- Leščinskis, Egils (* 1967), lettischer Brigadegeneral
- Lesclache, Louis de (1600–1671), französischer Grammatiker und Philosoph
- Lesco, Lisa (1915–2003), deutsche Schauspielerin
- Lescop, Marguerite (1915–2020), kanadische Autorin und Verlegerin
- Lescot, Élie (1883–1974), Präsident von Haiti
- Lescot, Micha (* 1974), französischer Theater- und Filmschauspieler
- Lescot, Pierre (1515–1578), französischer Architekt und Bildhauer
- Lescot, Roger (1914–1975), französischer Orientalist
- Lescott, Joleon (* 1982), englischer FußballspielerJoleon Lescott (* 1982)

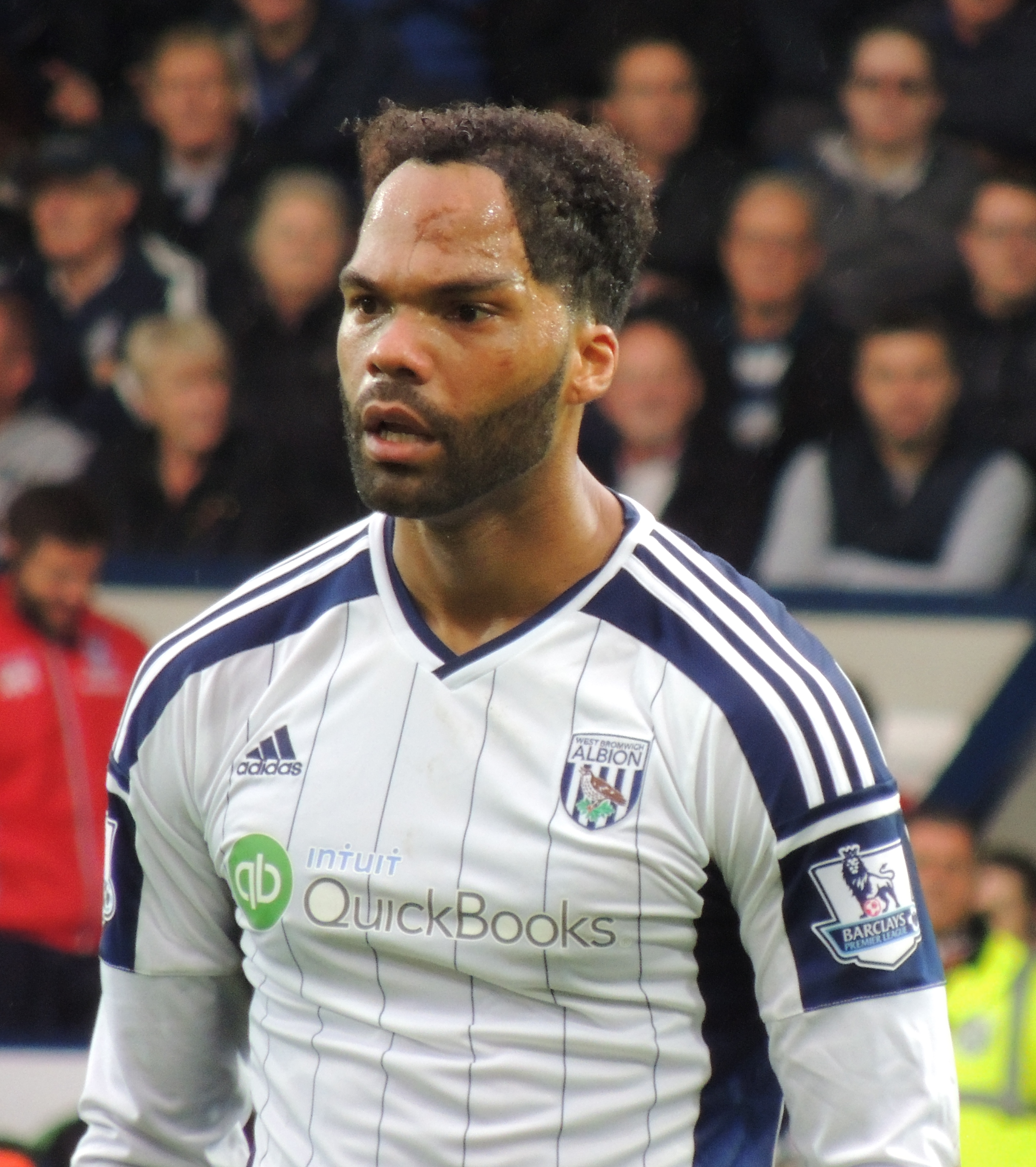
Joleon Lescott (* 1982)

- Lescow, Gert-Hartwig (* 1967), deutscher Manager
- Lescrauwaet, Joseph Frans (1923–2013), niederländischer Geistlicher, römisch-katholischer Weihbischof in Haarlem und Großprior des Ritterordens vom Heiligen Grab zu Jerusalem
- Lescroart, John T. (* 1948), amerikanischer Schriftsteller
- Lescun, Jean de, französischer Adliger, Gouverneur von Dauphiné und Lyon
- Lescure, Adolphe de (1833–1892), französischer Schriftsteller und Historiker
- Lescure, Louis de Salgues de (1766–1793), Anführer in der Französischen Revolution
- Lescure, Pierre de (1891–1963), französischer Schriftsteller, Journalist und Herausgeber
- Lescure, Roland (* 1966), französischer Bankmanager und Politiker
- Lesczenski, Jörg (* 1966), deutscher Historiker

### Lesd
- Lesdema, Nathalie (* 1973), französische Basketballspielerin
- Lesdiguières, François de Bonne, duc de (1543–1626), französischer Heerführer, Connétable, Pair und Marschall von Frankreich

### Lese
- Leșe, Grigore (* 1954), rumänischer Sänger und Komponist
- Lesedow, Karl von (1810–1892), russischer Militärarzt und Wirklicher Staatsrat
- Lesehr-Schneider, Lotte (1908–2003), deutsche Malerin, Grafikerin und Bildhauerin
- Lešehrad, Emanuel (1877–1955), tschechischer Schriftsteller, Dichter, Literaturkritiker und Übersetzer
- Leselidse, Konstantin (1903–1944), sowjetischer Generaloberst
- Lesemann, Silke (* 1962), deutsche Politikerin (SPD), MdL
- Lesemann, Wilhelm (1727–1787), deutscher lutherischer Theologe
- Lesenberg, Wilhelm (1802–1857), deutscher Mediziner, Stadtphysicus in Rostock und Zeichner
- Lesenberg, Wilhelm (1830–1916), deutscher Mediziner
- Lesenberg, Wilhelm (1885–1914), deutscher Kunsthistoriker
- Lesener, Heinz (1919–2011), deutscher Politiker (SED)
- Leser, Antje (* 1970), deutsche Kinder- und Jugendbuchautorin
- Leser, Conrad Emanuel Victor (1915–1998), britischer Wirtschaftswissenschaftler
- Leser, Edmund (1729–1786), 44. Abt der Abtei Marienstatt
- Leser, Edmund (1853–1916), deutscher Chirurg
- Leser, Emanuel (1849–1914), deutscher Nationalökonom und Wissenschaftshistoriker
- Leser, Guido (1883–1942), deutscher Richter und Politiker (DDP)
- Leser, Hannah (* 1995), deutsche Sängerin, Tänzerin und Schauspielerin
- Leser, Hans G. (1928–2015), deutscher Rechtswissenschaftler
- Leser, Hartmut (* 1939), deutscher Physiogeograph, Landschaftsökologe und Hochschullehrer
- Leser, Joseph (1846–1914), deutscher Geistlicher und Politiker (Zentrum), MdR
- Leser, Ludwig (1890–1946), österreichischer Politiker (SPÖ) und Landeshauptmann des Burgenlands, Abgeordneter zum Nationalrat
- Leser, Norbert (1933–2014), österreichischer SozialphilosophNorbert Leser (1933–2014)

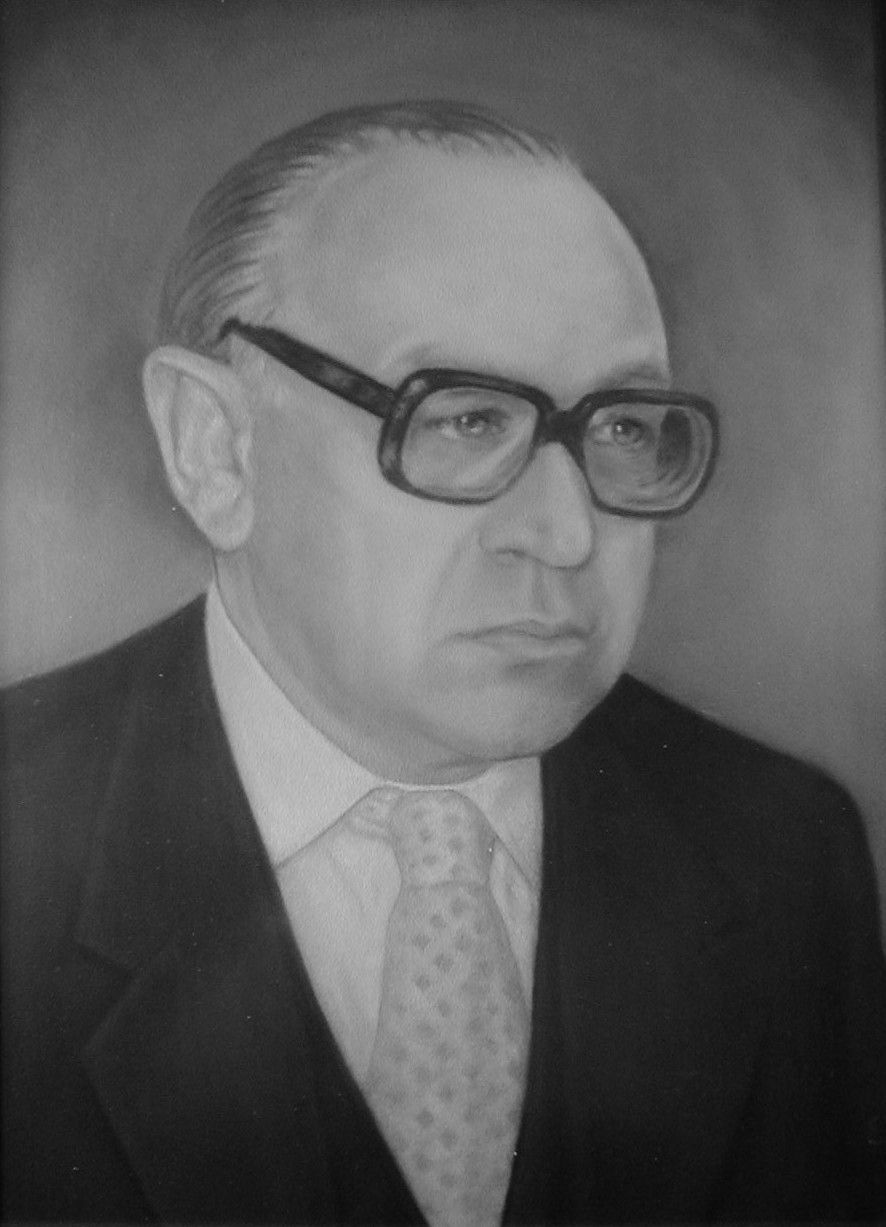
Norbert Leser (1933–2014)

- Leser, Paul (1899–1984), deutsch-amerikanischer Ethnologe
- Leser, Rupert (1933–2017), deutscher Fotograf
- Leser-Lasario, Benno Max, Wiener Sänger und Atemlehrer
- Leseur, Élisabeth (1866–1914), französische römisch-katholische Mystikerin

### Lesg
- Lesgaft, Franz Franzewitsch (1833–1884), russischer Chemiker, Autor und Übersetzer
- Lesgaft, Pjotr Franzewitsch (1837–1909), russischer Mediziner, Anatom, Hochschullehrer und Begründer einer modernen Sporterziehung
- Lesgewang, Johann Friedrich von (1681–1760), preußischer Staatsminister und Kriegsrat
- Lesguillon, Jean-Pierre (1799–1873), französischer Dichter, Romanschriftsteller, Dramatiker und Librettist

### Lesh
- Lesh, Phil (1940–2024), US-amerikanischer Musiker, Bassist von Grateful DeadPhil Lesh (1940–2024)

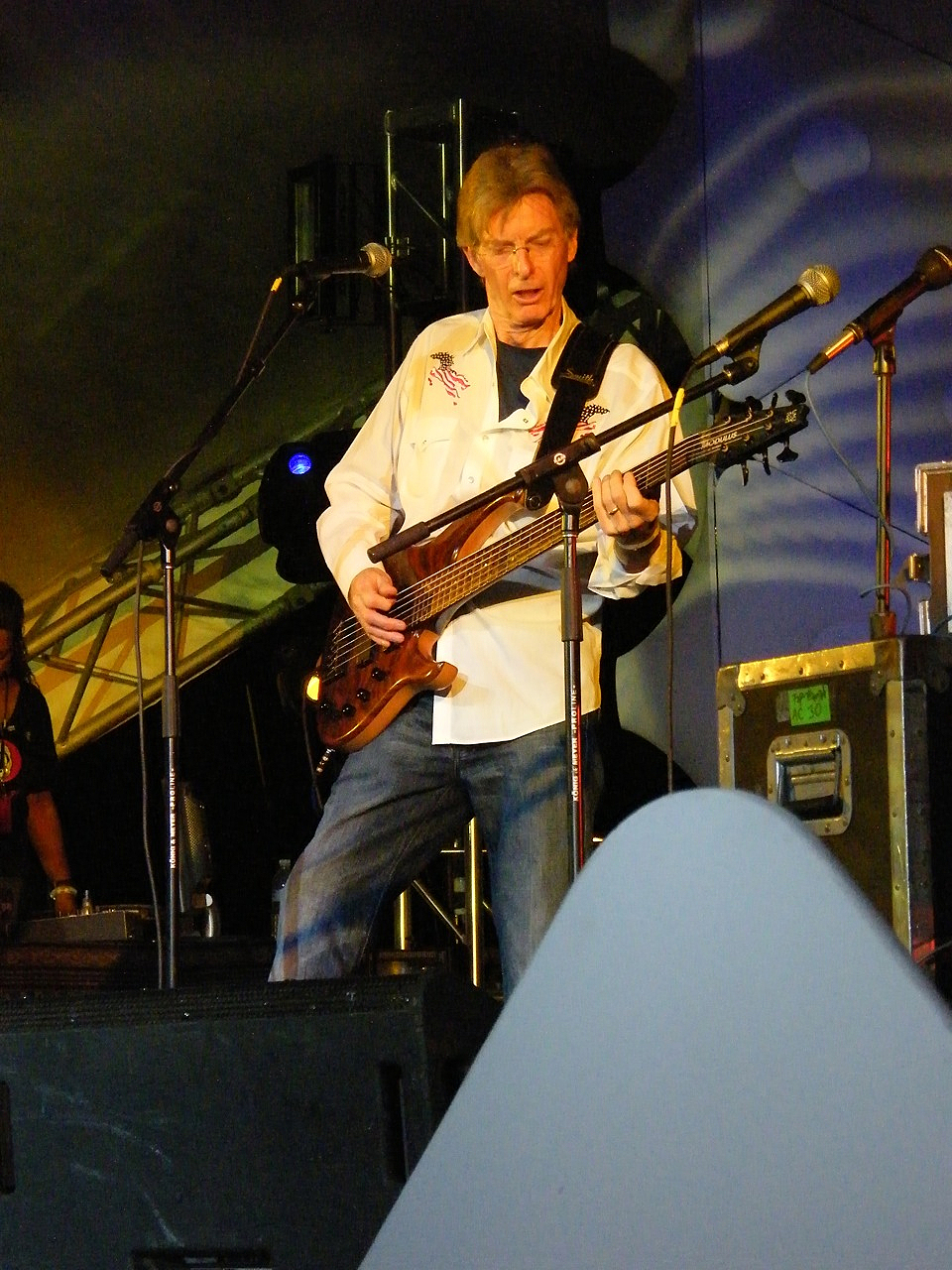
Phil Lesh (1940–2024)

- Leshem, Edan (* 1997), israelischer Tennisspieler
- Leshem, Perez (1903–2003), jüdisch-zionistischer Aktivist, israelischer Diplomat
- Leshem, Ron (* 1976), israelischer Schriftsteller und Journalist
- Lesher, James Hunter (* 1940), US-amerikanischer Philosoph
- Lesher, John (* 1966), US-amerikanischer Filmproduzent
- Lesher, John Vandling (1866–1932), US-amerikanischer Politiker
- Leshin, Laurie (* 1966), US-amerikanische Geochemikerin, Weltraumwissenschaftlerin und Hochschulpräsidentin
- Leshing, Michael S. (1882–1953), russischstämmiger, US-amerikanischer Filmtechniker und Betriebsleiter bei 20th Century Fox
- Leshnoff, Jonathan (* 1973), amerikanischer Komponist klassischer Musik und Musikpädagoge
- Leshurr, Lady (* 1988), britische Grime-Rapperin

### Lesi
- Lesiak, Aleksandra (* 1968), polnische Fußballspielerin
- Lesiak, Andrzej (* 1966), polnisch-österreichischer Fußballspieler und -trainer
- Lesica, Rodolfo (1928–1984), argentinischer Musiker
- Lesiège, Alexandre (* 1975), kanadischer Schachspieler
- Lesieur, Benjamin (* 1990), französischer Laiendarsteller
- Lesieur, Jean, französischer Segler
- Lesiewicz, Kornelia (* 2003), polnische Leichtathletin
- Lesimple, Adolph († 1910), deutscher Druckerei-Besitzer, Buch- und Zeitungsverleger sowie Verlagsbuchhändler
- Lesin, Alexei Wladimirowitsch (* 1973), russischer Boxer
- Lešinskas, Leonas (1924–2004), litauischer Geistlicher und Hochschullehrer
- Lesinski, John junior (1914–2005), US-amerikanischer Politiker
- Lesinski, John senior (1885–1950), US-amerikanischer Politiker
- Lesinski, T. John (1925–1996), US-amerikanischer Politiker
- Lesiv, Rimas (* 1999), litauischer Tischtennisspieler

### Lesj
- Lesja, Ken (* 1980), norwegischer Skispringer
- Lesjak, Barbara (* 1970), österreichische Politikerin (Grüne), Landtagsabgeordnete
- Lesjak, Urban (* 1990), slowenischer Handballspieler

### Lesk
- Leška, Petr (* 1975), tschechischer Eishockeyspieler
- Leska, Rita (* 1947), deutsche Schauspielerin
- Leskaj, Bujar (* 1966), albanischer Politiker, Jurist und Wirtschaftswissenschaftler
- Leskaj, Frank (* 1971), albanischer Schwimmer
- Leskaj, Lorenc (* 1968), albanischer Fußballspieler
- Leskaj, Valentina (* 1948), albanische Politikerin (PS)
- Leskanich, Katrina (* 1960), US-amerikanische SängerinKatrina Leskanich (* 1960)

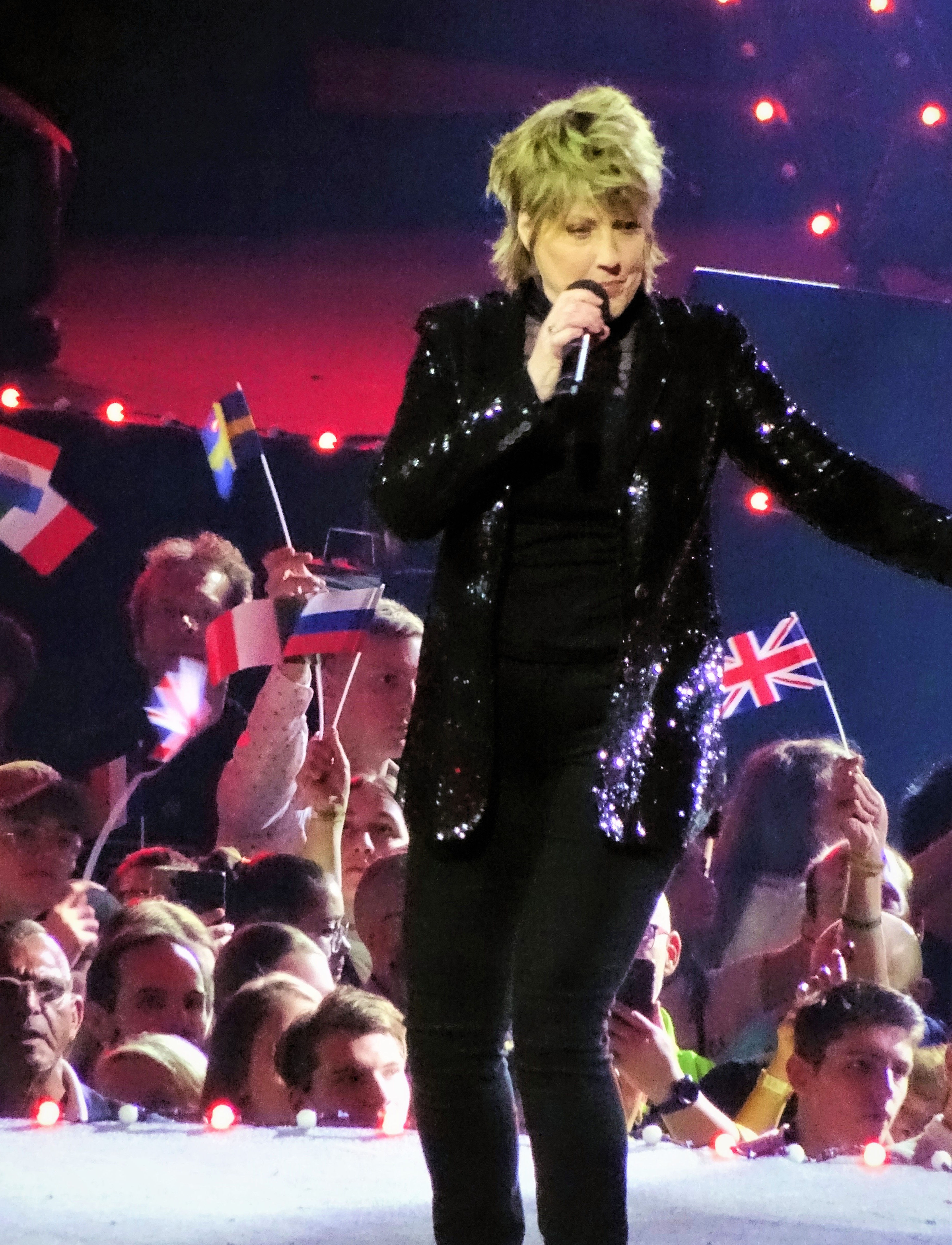
Katrina Leskanich (* 1960)

- Leske, Carl Friedrich Julius (1821–1886), deutscher Verleger und Buchhändler
- Leske, Carl Wilhelm (1784–1837), deutscher Verleger und Buchhändler
- Leske, Frank (* 1965), deutscher Bildhauer
- Leske, Hanns (1950–2018), deutscher Sporthistoriker und Berliner Kommunalpolitiker
- Leske, Irene Prüfer (* 1944), spanische Sprach- und Übersetzungswissenschaftlerin mit deutscher Herkunft
- Leske, Jens (* 1972), deutscher Regisseur und Drehbuchautor
- Leske, Nathanael Gottfried (1751–1786), deutsch-sorbischer Naturforscher und Geologe
- Leske, Otto (1884–1941), Stadtbaurat in Danzig und Dresden
- Leske, Peter (1937–2025), deutscher Fotograf
- Lesker, Hans (1879–1914), deutscher Maler
- Leškevičius, Vytautas (* 1970), litauischer Diplomat und Politiker
- Leški, Andreja (* 1997), slowenische Judoka
- Leskien, August (1840–1916), deutscher Indogermanist und Slawist
- Leskien, Hermann (1939–2021), deutscher Bibliothekar, Generaldirektor der Bayerischen Staatsbibliothek
- Leskien, Jürgen (* 1939), deutscher Schriftsteller und Entwicklungshelfer
- Leskien-Lie, Marie (1877–1957), norwegische Übersetzerin
- Leśkiewicz, Rafał (* 1977), polnischer Historiker und Manager
- Leskinen, Dana (* 2001), finnische Fußballspielerin
- Leskinen, Irmeli (* 1957), finnische Fußballspielerin
- Leskinen, Janne (* 1971), finnischer Skirennläufer
- Leskinen, Juice (1950–2006), finnischer Liedermacher, Autor und Journalist
- Leskinen, Kristi (* 1981), US-amerikanische Freestyle-Skierin
- Leskinen, Väinö (1917–1972), finnischer Politiker
- Lesko, Anna (* 1979), ukrainische Sängerin in Rumänien
- Lesko, Debbie (* 1958), US-amerikanische Politikerin
- Lesko, John (* 1988), US-amerikanischer Fußballspieler
- Leško, Rastislav (* 1975), tschechoslowakischer bzw. slowakischer Skispringer
- Leskoschek, Axl (1889–1976), österreichischer Künstler
- Leskosek, Lorenz (* 2000), österreichischer Fußballspieler
- Leskovar, Adolf (1891–1975), österreichischer Politiker (CSP, ÖVP), Abgeordneter zum Nationalrat, Mitglied des Bundesrates
- Leskovar, Ida (* 1987), kroatische Fußballspielerin
- Leskovar, Jutta (* 1972), österreichische Prähistorikerin
- Leskovar, Lado (* 1942), slowenischer Popsänger
- Leskovar, Mitja (* 1970), slowenischer Geistlicher, römisch-katholischer Erzbischof und Diplomat des Heiligen Stuhls
- Leskovšek, Andreja (* 1965), jugoslawische Skirennläufer
- Leskow, Nikolai Semjonowitsch (1831–1895), russischer SchriftstellerNikolai Semjonowitsch Leskow (1831–1895)

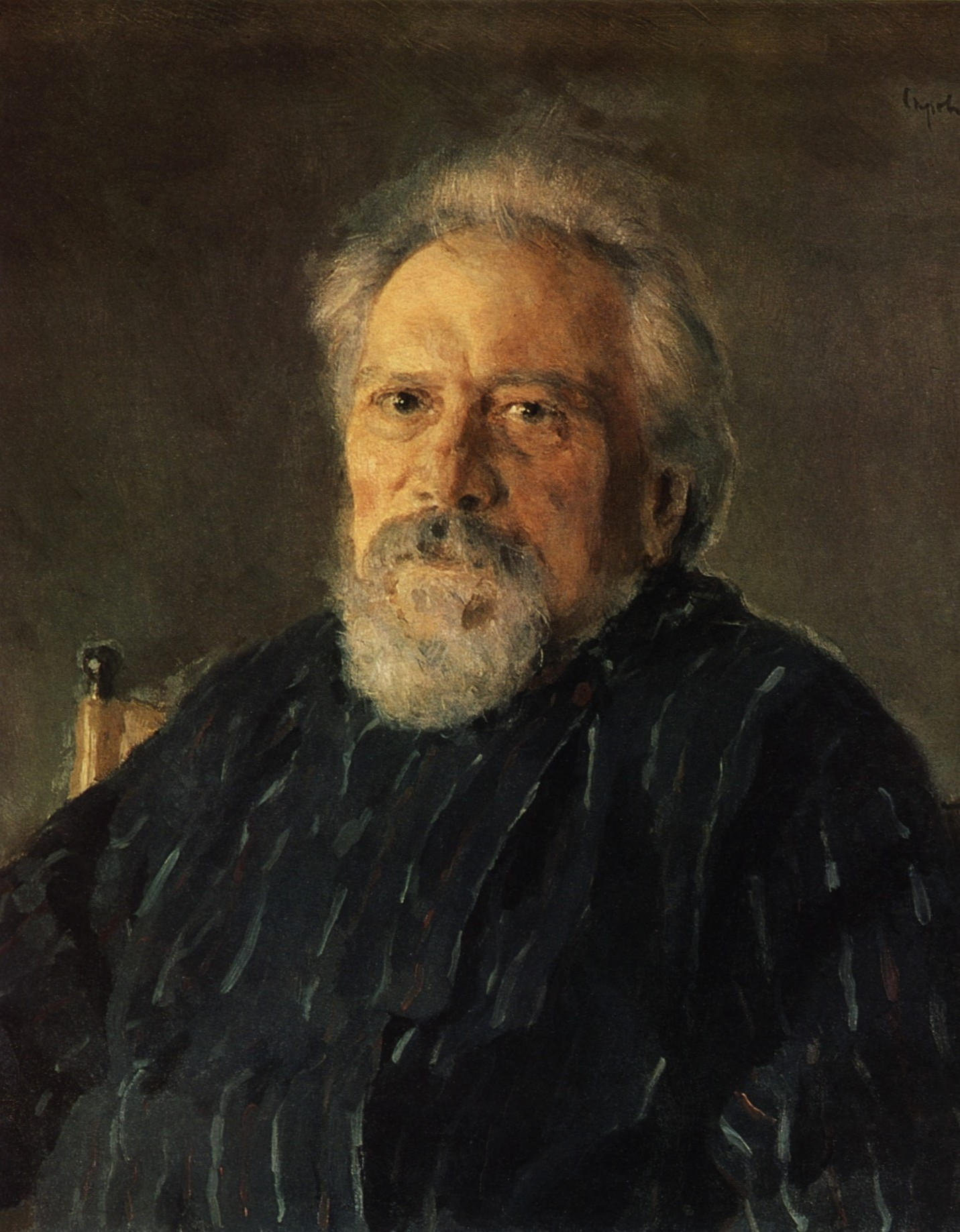
Nikolai Semjonowitsch Leskow (1831–1895)

- Leskowitz, Luz (* 1943), österreichischer Geiger, Dozent, Juror sowie Gründer und Leiter zahlreicher Musikfestivals
- Lesky, Albin (1896–1981), österreichischer Altphilologe und Hochschullehrer
- Lesky, Erna (1911–1986), österreichische Medizinhistorikerin
- Lesky, Peter Albin (1926–2008), österreichischer Mathematiker
- Lesky, Wolfgang, österreichischer Schauspieler

### Lesl
- Leslau, Wolf (1906–2006), polnisch-US-amerikanischer Sprachwissenschaftler
- Lesle, Johann Walter († 1679), Pfarrer, Hochschullehrer und Rektor
- Lesle, Lutz (* 1934), deutscher Musikwissenschaftler, Hochschullehrer, Bibliothekar, Autor und Publizist
- Lesle, Ulf-Thomas (1947–2023), deutscher Philologe und Kulturwissenschaftler, Autor und Publizist
- Lesley, Brad (1958–2013), US-amerikanischer Baseballspieler
- Lesley, J. Peter (1819–1903), US-amerikanischer Geologe
- Lesley, Ted (1937–2008), deutscher Zauberkünstler und Mentalist
- Leslie, Alexander, 1. Earl of Leven († 1661), schottischer Soldat
- Leslie, Alexander, 7. Earl of Ross († 1402), schottischer Adliger
- Leslie, Alfred (1927–2023), US-amerikanischer Maler und Filmemacher
- Leslie, Bethel (1929–1999), US-amerikanische Schauspielerin
- Leslie, Bill (1925–2003), US-amerikanischer Jazzmusiker (Tenorsaxophon, Saxello)
- Leslie, Bob (* 1950), kanadisch-britischer Eishockeytrainer und -funktionär
- Leslie, Charles (1861–1921), englischer Cricketspieler
- Leslie, Charles Robert (1794–1859), englisch-US-amerikanischer Genremaler
- Leslie, Conor (* 1991), US-amerikanische Schauspielerin
- Leslie, David (1953–2008), britischer Autorennfahrer und TV-Kommentator
- Leslie, Desmond (1921–2001), britischer Pilot der Royal Air Force, Autor, Musiker und Ufologe
- Leslie, Donald (1911–2004), US-amerikanischer Erfinder
- Leslie, Doris (1902–1982), britische Schriftstellerin
- Leslie, Edgar (1885–1976), US-amerikanischer Songwriter
- Leslie, Eduard von (1797–1831), deutscher Porträt- und Historienmaler der Düsseldorfer Schule sowie Zeichenlehrer
- Leslie, Edward (* 1957), US-amerikanischer WrestlerEdward Leslie (* 1957)

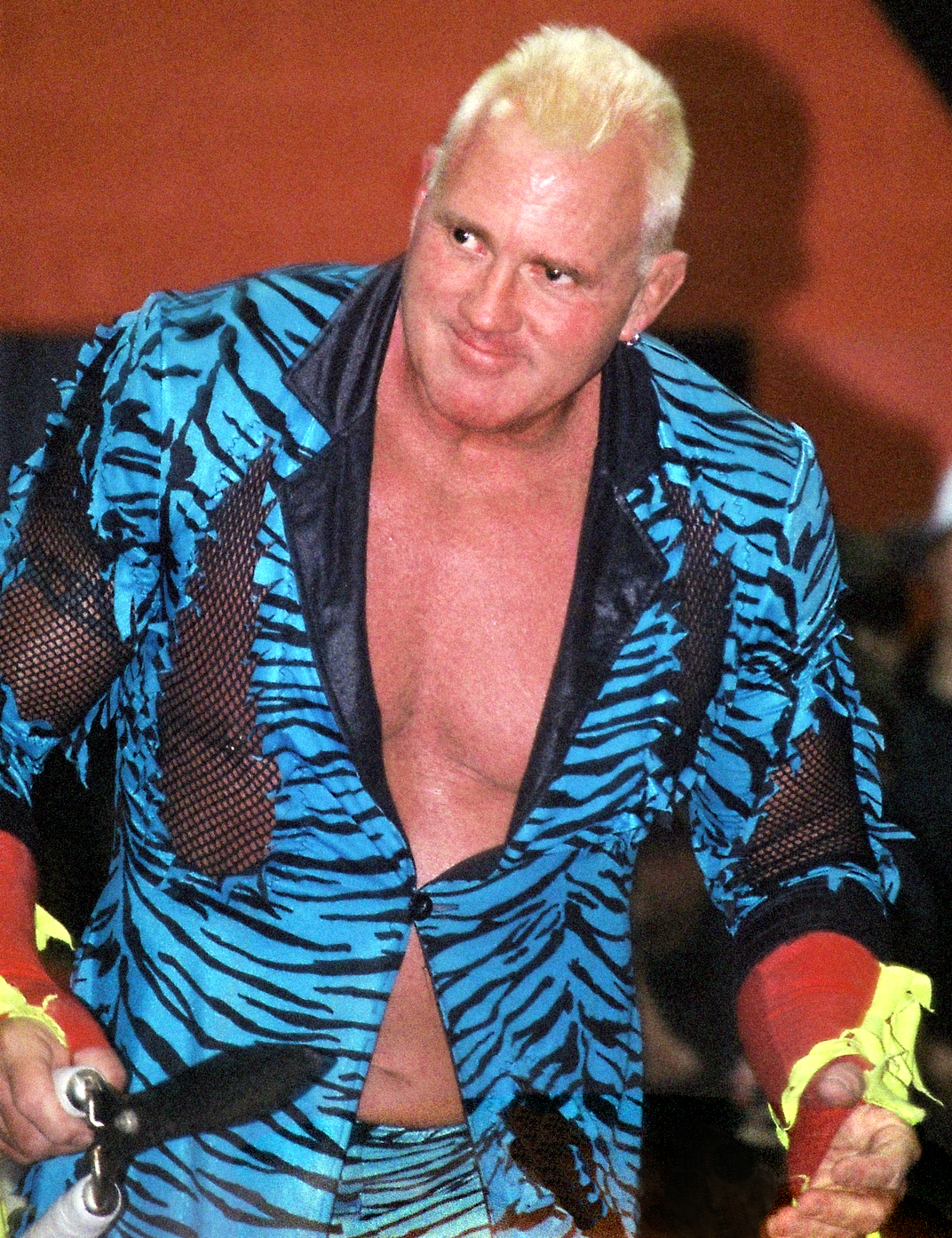
Edward Leslie (* 1957)

- Leslie, F. D., US-amerikanischer Filmtechniker
- Leslie, Frank (1821–1880), Graveur, Drucker und Verleger
- Leslie, Fred Weldon (* 1951), US-amerikanischer Astronaut
- Leslie, George Dunlop (1835–1921), englischer Maler und Illustrator
- Leslie, Harry G. (1878–1937), US-amerikanischer Politiker
- Leslie, Hermann von (1819–1898), preußischer Generalmajor
- Leslie, Ian, 21. Earl of Rothes (1932–2005), schottischer Peer
- Leslie, Jack (1901–1988), englischer Fußballspieler
- Leslie, Jakob von (1636–1691), österreichischer Feldmarschall schottischer Herkunft, Inhaber des Infanterieregiments No. 36
- Leslie, Jan (* 1971), dänischer Handballspieler und -trainer
- Leslie, Javicia (* 1987), US-amerikanische SchauspielerinJavicia Leslie (* 1987)

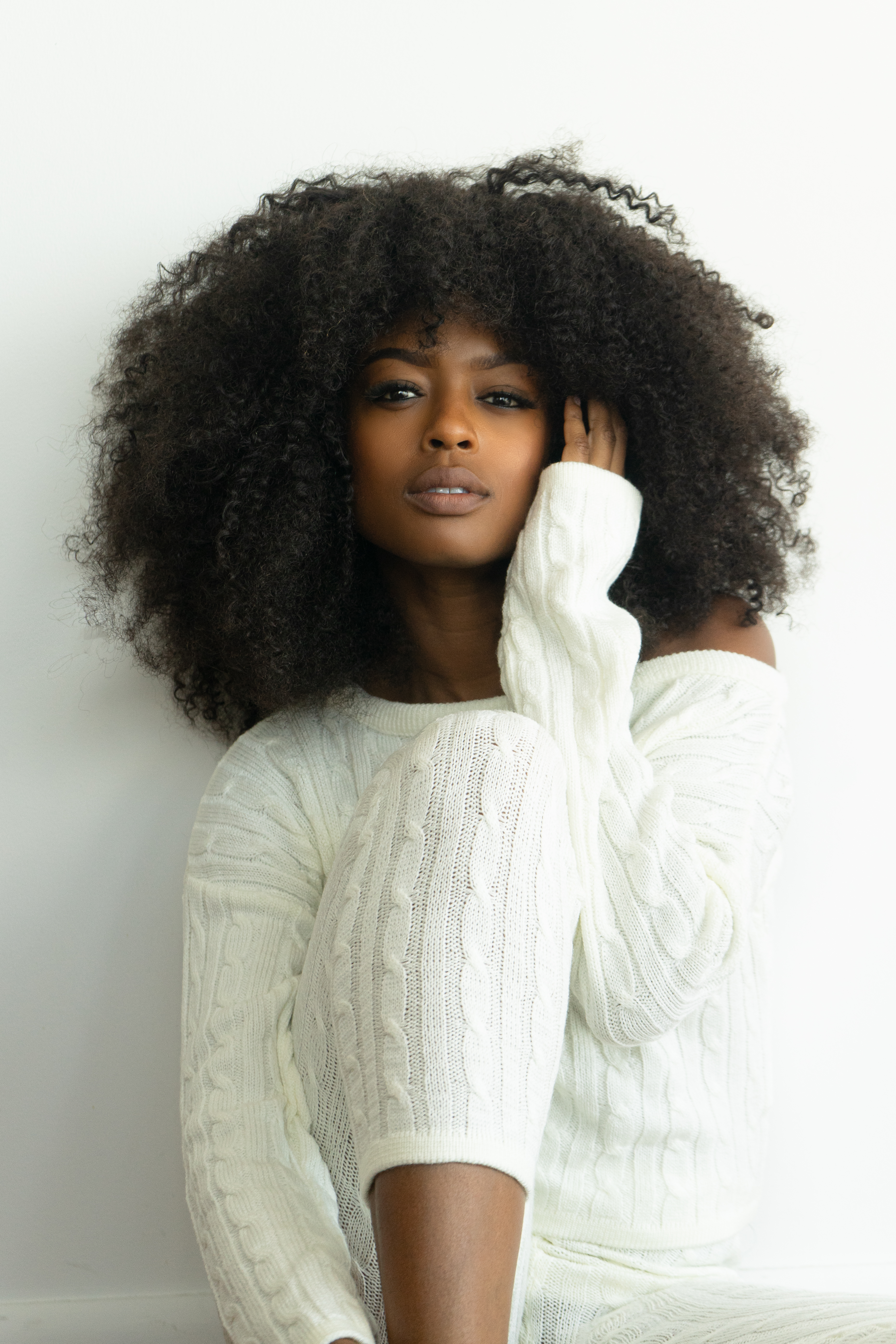
Javicia Leslie (* 1987)

- Leslie, Jeff (* 1952), australischer Radrennfahrer
- Leslie, Joan (1925–2015), US-amerikanische Schauspielerin
- Leslie, John (1527–1596), schottischer Geistlicher und Bischof von Ross
- Leslie, John (1766–1832), schottischer Mathematiker und Physiker
- Leslie, John (1822–1916), britischer Maler, Großgrundbesitzer und Abgeordneter im House of Commons
- Leslie, John (1945–2010), US-amerikanischer Pornodarsteller
- Leslie, John E. (1910–1991), austroamerikanischer Finanzmakler
- Leslie, Jonathan (* 1950), englischer Squashspieler
- Leslie, Lance (* 1945), australischer Meteorologe und Mathematiker
- Leslie, Lisa (* 1972), US-amerikanische Basketballspielerin
- Leslie, Mary, 9. Countess of Ross, schottische Adelige
- Leslie, May Sybil (1887–1937), britische Chemikerin
- Leslie, Michael (* 1993), schottischer Snookerspieler
- Leslie, Patrick Holt (1900–1972), schottischer Naturwissenschaftler
- Leslie, Preston (1819–1907), US-amerikanischer Politiker
- Leslie, Rose (* 1987), britische SchauspielerinRose Leslie (* 1987)

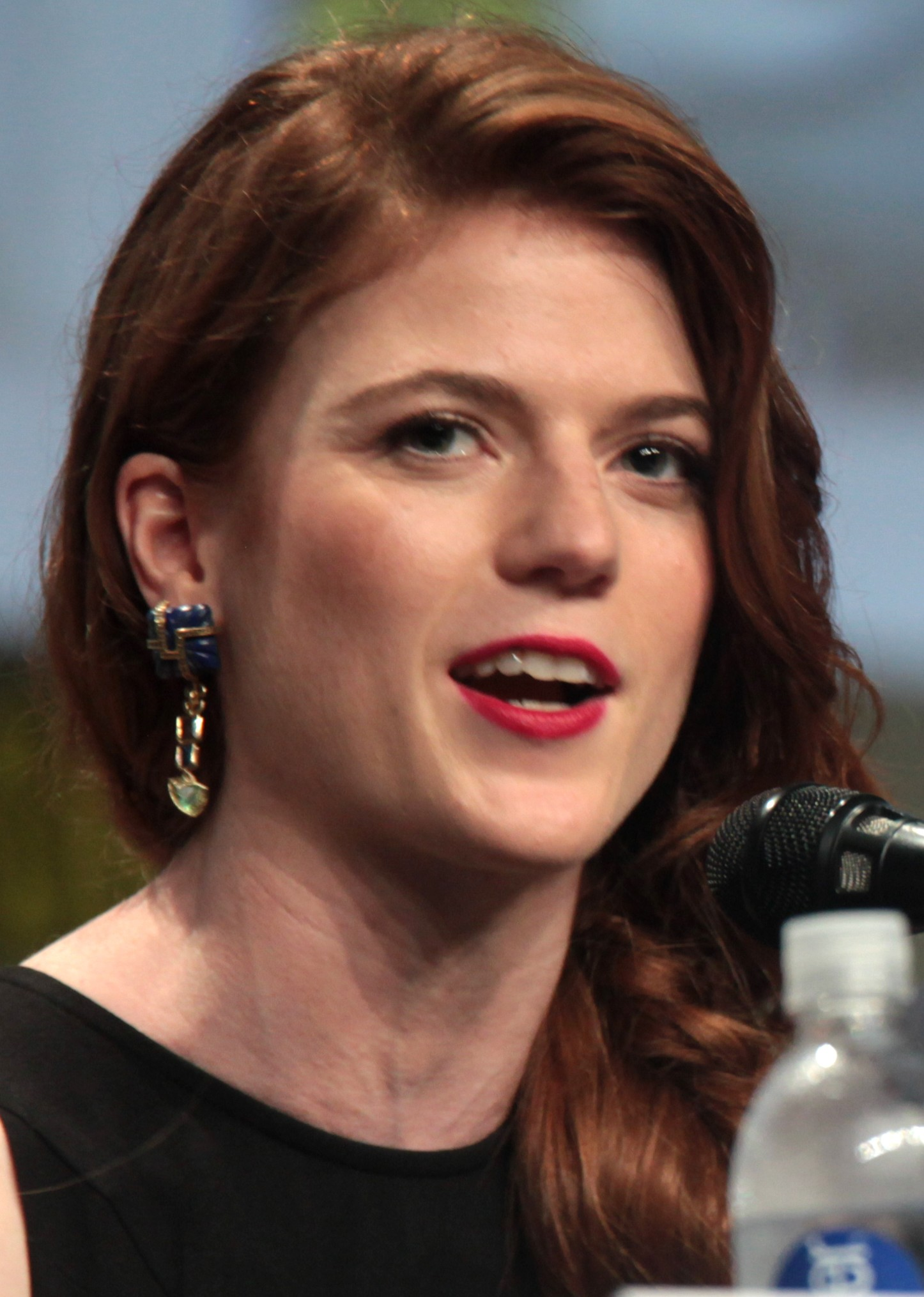
Rose Leslie (* 1987)

- Leslie, Ryan (* 1978), US-amerikanischer Musikproduzent, Sänger und Songschreiber
- Leslie, Shane (1885–1971), irischer Schriftsteller
- Leslie, Thomas Edward Cliffe (1825–1882), britischer Ökonom
- Leslie, Walter († 1382), schottischer Adeliger und Ritter
- Leslie, Walter (1607–1667), schottischer Adliger, Reichsgraf, Obristwachtmeister im Heer Wallensteins
- Leslie-Melville, Alexander, 16. Earl of Leven (1924–2012), schottisch-britischer Peer, Großgrundbesitzer und Offizier
- Leslie-Melville, Betty (1927–2005), US-amerikanische Naturaktivistin

### Lesm
- Lesmeister, Daniela (* 1977), deutsche Polizistin, Juristin und politische Beamte (CDU)
- Lesmes von Burgos († 1097), Heiliger der römisch-katholischen Kirche
- Lesmes, Rafael (1926–2012), spanischer Fußballspieler
- Leśmian, Bolesław (1877–1937), polnischer Lyriker
- Lesmüller, Max (1874–1952), deutscher Apotheker

### Lesn
- Lesna, Lucien (1863–1932), französischer Radrennfahrer
- Lesnar, Brock (* 1977), US-amerikanischer WrestlerBrock Lesnar (* 1977)

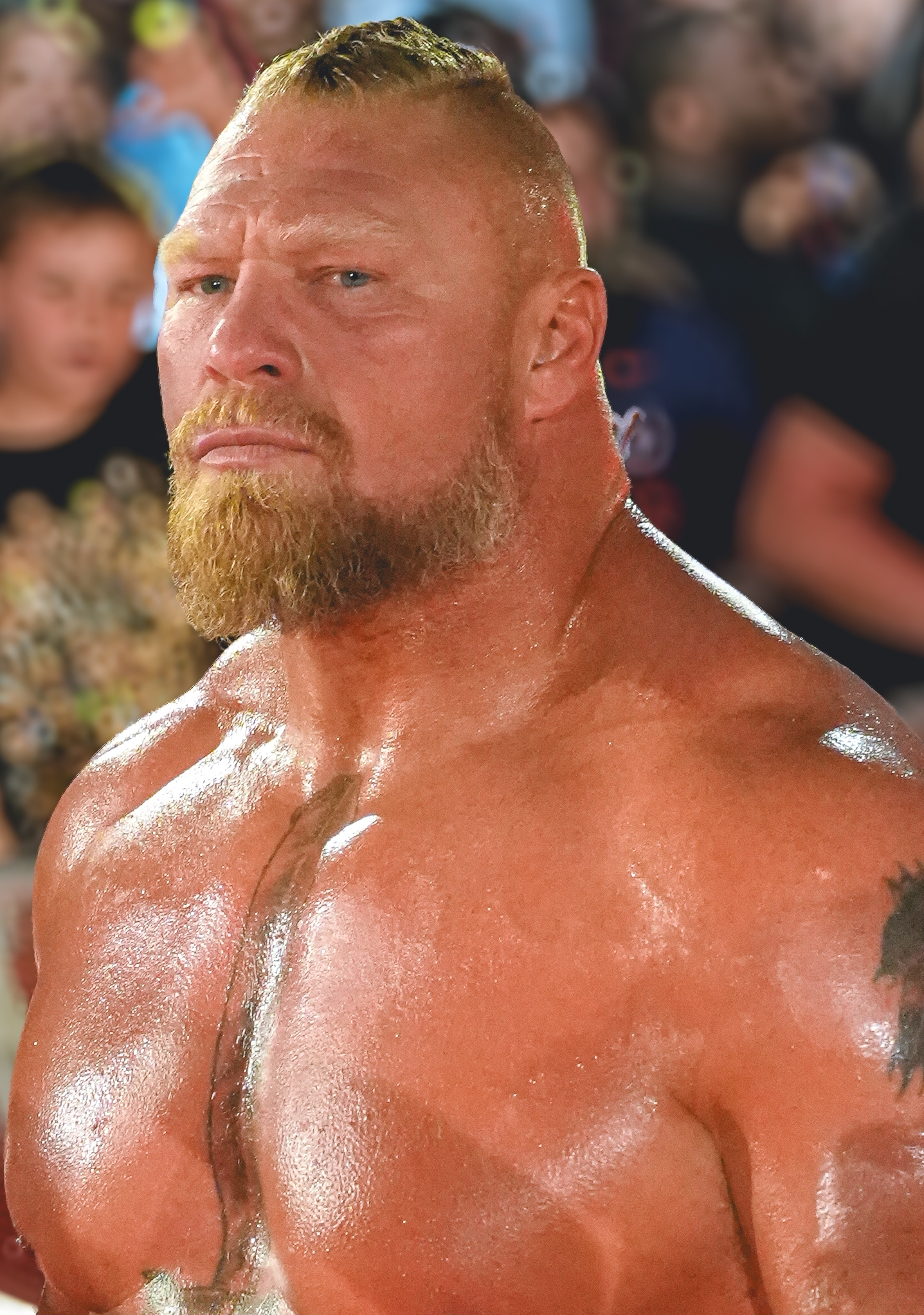
Brock Lesnar (* 1977)

- Lesnau, Karl-Heinz (1935–1996), deutscher Politiker (CDU), MdA
- Lesné, François (1846–1910), französischer Lazarist und Erzbischof
- Lesné, François Dominique (1722–1800), französischer Mediziner und Chirurg
- Lesne, Gérard (* 1956), französischer Sänger (Countertenor) und Dirigent
- Lesne, Pierre (1871–1949), französischer Koleopterologe
- Lesner, Waldemar (* 1967), polnisch-deutscher Volleyballspieler
- Lesnevich, Gus (1915–1964), US-amerikanischer Boxer
- Leśniak, Bartłomiej, polnischer Jazzmusiker (Piano, Keyboards, Komposition)
- Leśniak, Jan (1898–1976), polnischer Offizier
- Leśniak, Marek (* 1964), polnischer Fußballspieler und -trainer
- Leśniak, Marta (* 1988), polnische Tennisspielerin
- Leśniak, Natalia (* 1991), polnische Bogenschützin
- Leśniak, Tomasz (* 1979), polnischer Radrennfahrer
- Lesnie, Andrew (1956–2015), australischer Kameramann
- Leśniewski, Jan (* 1965), polnischer Radrennfahrer
- Leśniewski, Marek (* 1963), polnischer Radrennfahrer
- Leśniewski, Stanisław (1886–1939), polnischer Philosoph, Mathematiker und Logiker
- Lesnik, Bella (* 1982), deutsche Fernseh- und RadiomoderatorinBella Lesnik (* 1982)

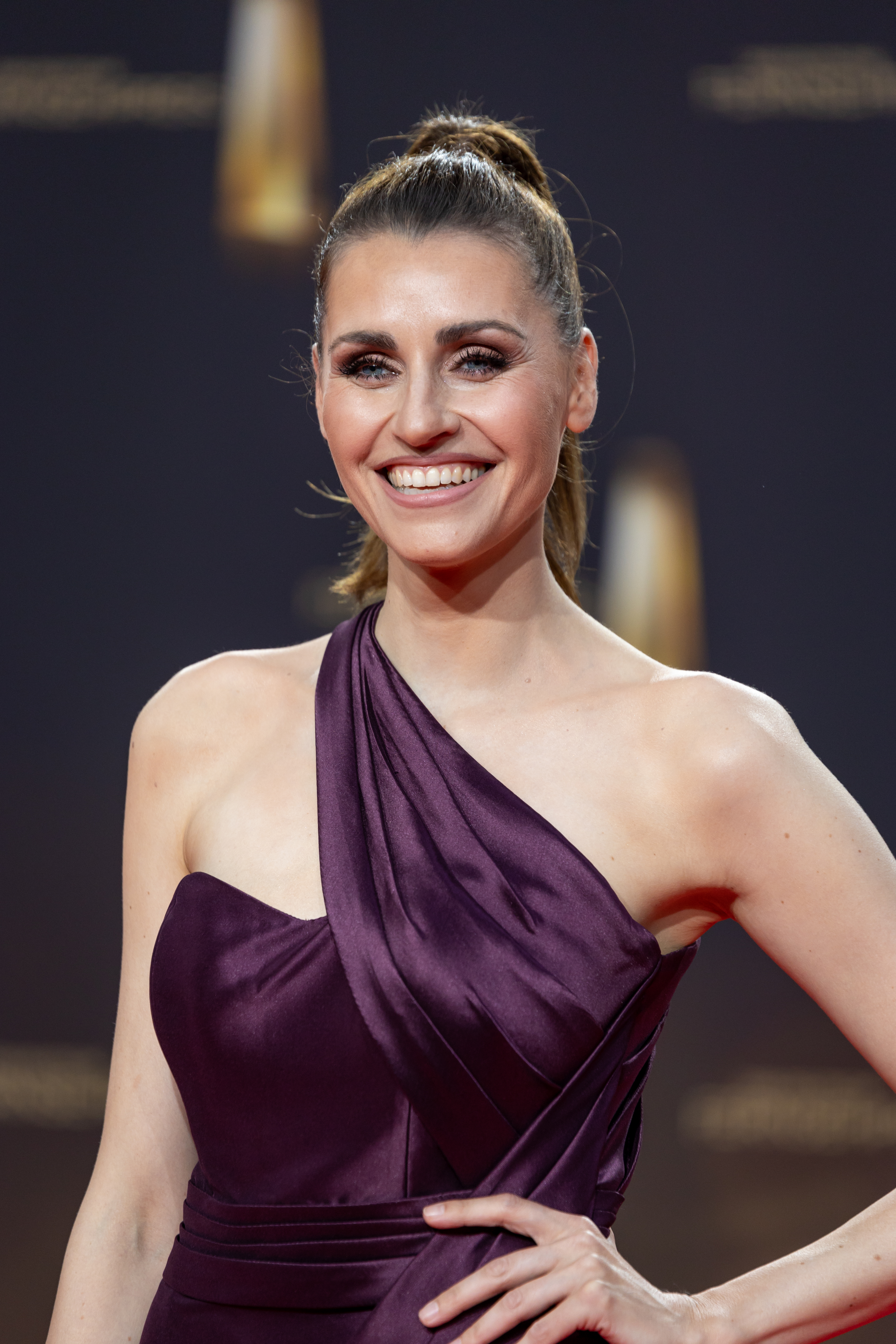
Bella Lesnik (* 1982)

- Lesnik, Elisabeth, deutsche Fußballspielerin
- Leśniowski, Tomasz (* 1968), polnischer Lyriker
- Lesnoi, Alexander Michailowitsch (* 1988), russischer Kugelstoßer
- Lesnuchin, Sergei Sergejewitsch (* 1987), russischer Eishockeyspieler
- Lesny, Kerstin, deutsche Bauingenieurin und Hochschullehrerin
- Lésny, Silja (* 1923), deutsche Schauspielerin und Tänzerin
- Lesný, Vincenc (1882–1953), tschechischer Indologe

### Leso
- Lesoetsa, Maliele (* 1974), lesothischer Fußballspieler
- Lesoudier, Gaël (* 1970), französischer Rennfahrer
- Lesouëf, André (1918–2004), französischer Priester, Apostolischer Präfekt von Kompong-Cham
- Lesourd, Yannick (* 1988), französischer Leichtathlet
- Lesowsky, Wolfgang (1942–2010), österreichischer Film- und Theaterregisseur, Schauspieler und Autor

### Lesp
- Lesperance, David, US-amerikanischer Offizier, Generalmajor der US-Army
- L’Esperance, Elise (1878–1959), US-amerikanische Medizinerin
- Lespérance, Sylvie (1954–2006), kanadische Politikerin
- Lespert, Jalil (* 1976), französischer Schauspieler, Filmregisseur und Drehbuchautor
- Lespert, Yaniss (* 1989), französischer SchauspielerYaniss Lespert (* 1989)

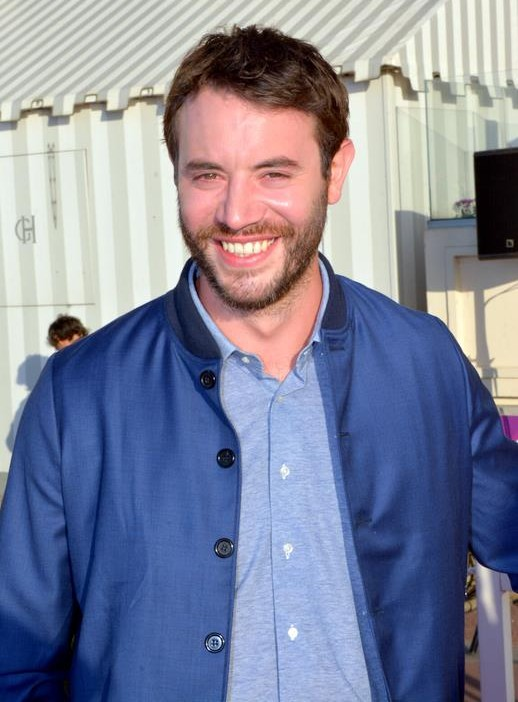
Yaniss Lespert (* 1989)

- Lespieau, Robert (1864–1947), französischer Chemiker und Hochschullehrer
- Lespilliez, Karl Albert von (1723–1796), deutscher Baumeister, Hofbaumeister im Kurfürstentum Bayern
- Lespinasse de Saune, Henri de (1850–1929), französischer Bischof der römisch-katholischen Kirche
- Lespinasse, Augustin de (1737–1816), französischer Divisionsgeneral der Artillerie
- Lespinasse, Ernest (1897–1927), französischer Turner
- Lespinasse, François (* 1936), französischer Kunstbuchautor
- Lespinasse, Gabrielle (* 1888), Muse des spanischen Malers Pablo Picasso
- Lespinasse, Julie de (1732–1776), französische SalonièreJulie de Lespinasse (1732–1776)

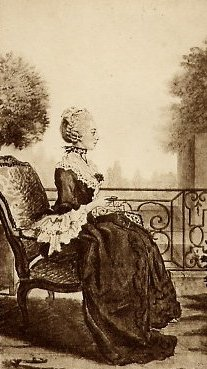
Julie de Lespinasse (1732–1776)

- Lespoir, Tony (* 1976), seychellischer Kanute
- Lespy, Vastin (1817–1897), französischer Okzitanist, Grammatiker und Lexikograf

### Lesq
- Lesquereux, Leo (1806–1889), US-amerikanischer Paläobotaniker und Bryologe

### Less
- Less, Avner Werner (1916–1987), israelischer Polizeibeamter
- Leß, Georg (* 1981), deutscher Schriftsteller
- Less, Gottfried (1736–1797), deutscher lutherischer Theologe
- Lessa Azevedo, Leandro (* 1980), brasilianischer Fußballspieler
- Lessa, Carlos (1936–2020), brasilianischer Ökonom und Hochschullehrer
- Lessa, Enrique (* 1924), uruguayischer Schriftsteller und Journalist
- Lessa, Enrique P. (* 1956), uruguayischer Biologe
- Lessa, José Palmeira (* 1942), brasilianischer Geistlicher, emeritierter römisch-katholischer Erzbischof von Aracaju
- Lessa, Renato (* 1954), brasilianischer Politikwissenschaftler und Kulturfunktionär
- Lessard, Francis (* 1979), kanadischer Eishockeyspieler
- Lessard, Marie-Andrée (* 1977), kanadische Beachvolleyballspielerin
- Lessard, Mario (* 1954), kanadischer Eishockeytorwart
- Lessard, Raymond William (1930–2016), US-amerikanischer Geistlicher und Bischof von Savannah
- Lessard, Rick (* 1968), kanadischer Eishockeyspieler
- Lessard, Scott (* 1985), US-amerikanischer Biathlet und Skilangläufer
- Lessart, Claude Antoine de Valdec de (1741–1792), französischer Politiker
- Lesschaeve, Rudy (* 1985), französischer Straßenradrennfahrer
- Lesse, Eckhard (* 1948), deutscher Langstreckenläufer
- Lesse, Theodor Wilhelm (1827–1904), deutscher Jurist und Politiker (NLP), MdR
- Lessel, Emil von (1847–1927), preußischer Generalleutnant, Kommandeur des Ostasiatischen Expeditionskorps während des Boxeraufstandes
- Lessel, Franciszek († 1838), polnischer Komponist
- Lessel, Friedrich Albert (1767–1822), polnischer Architekt
- Lessel, Johann von (1873–1936), deutscher Kapitän zur See im Ersten Weltkrieg, Politiker (DVFB) und MdL im Freistaat Mecklenburg-Schwerin (1924–1926)
- Lessel, Józef Grzegorz (1802–1844), polnischer Architekt
- Lessel, Lukas (* 2000), estnischer Sprinter
- Lessel, Philipp (1812–1876), bayerischer Oberst und Militärbevollmächtigter
- Lessel, Wincenty Ferdynand, polnischer Komponist
- Lessem, Don (* 1951), Autor populärwissenschaftlicher Bücher über Dinosaurier
- Lessen, Jobst Heinrich, deutscher Bildschnitzer
- Lessen, Kurt (1877–1960), österreichischer Schauspieler und Schriftsteller
- Lessen, Ludwig (1873–1943), deutscher Journalist und Schriftsteller
- Lessenich, Jean (1942–2017), deutsche Illustratorin und Autorin
- Lessenich, Rolf (1940–2019), deutscher Anglist
- Lessenich, Stephan (* 1965), deutscher SoziologeStephan Lessenich (* 1965)

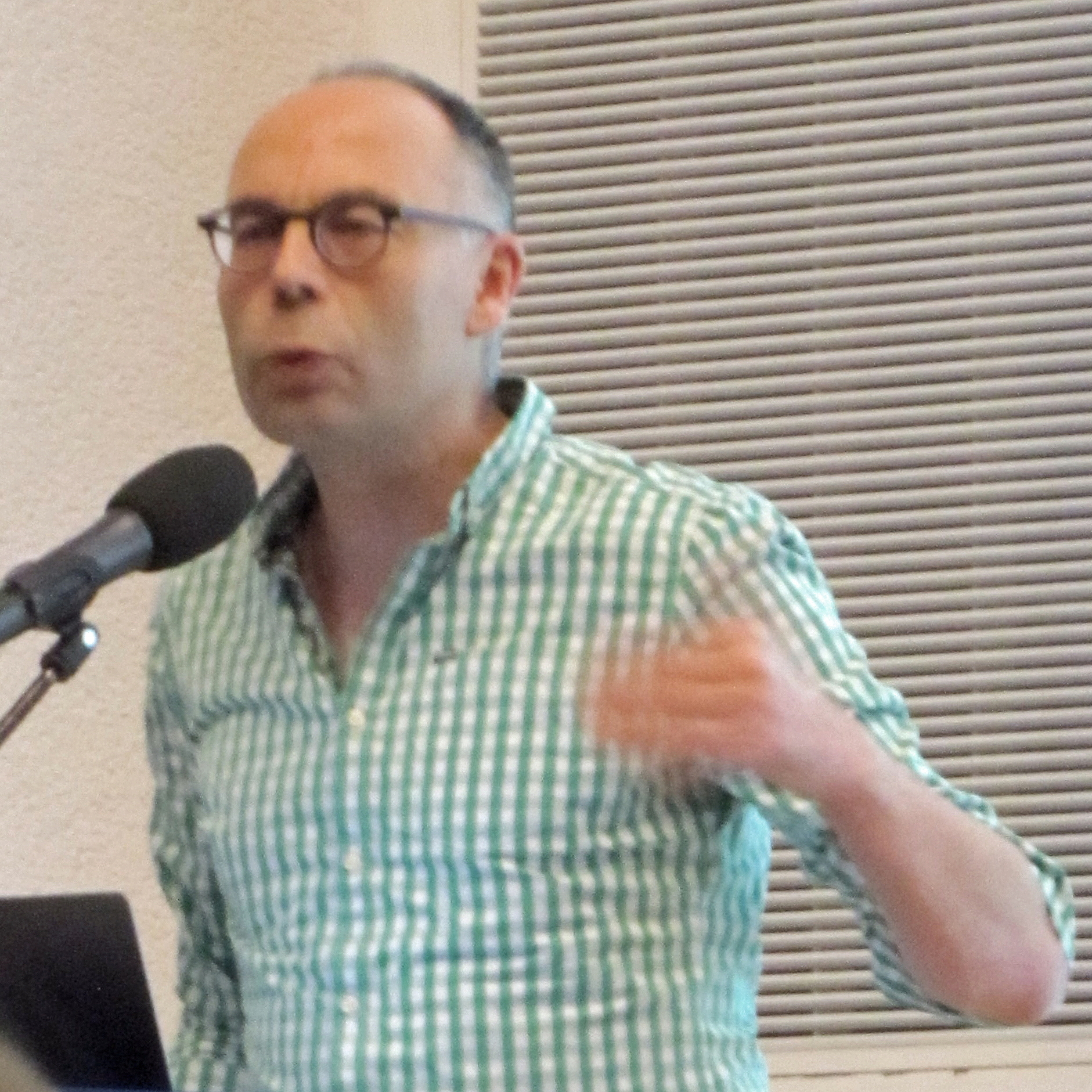
Stephan Lessenich (* 1965)

- Lessenthin, Martin (* 1957), deutscher Journalist und Menschenrechtler
- Lesseps, Ferdinand de (1805–1894), französischer Diplomat und Erbauer des Sueskanals
- Lesseps, Ferdinand de (* 1957), französischer Fotograf und Automobilrennfahrer
- Lesseps, Jean Baptiste Barthélemy de (1766–1834), Reisender
- Lesser, Adolf (1851–1926), deutscher Mediziner
- Lesser, Adolph (1819–1898), deutscher Reichsgerichtsrat
- Lesser, Aleksander (1814–1884), polnischer Historienmaler und Kunstkritiker
- Lesser, Alfred (1871–1915), deutscher Architekt
- Lesser, Alfred (1940–2022), deutscher Skispringer
- Lesser, Andreas (* 1952), deutscher Kaufmann, Ehrenbürger der Stadt Nordhausen
- Lesser, Anton (* 1952), englischer SchauspielerAnton Lesser (* 1952)

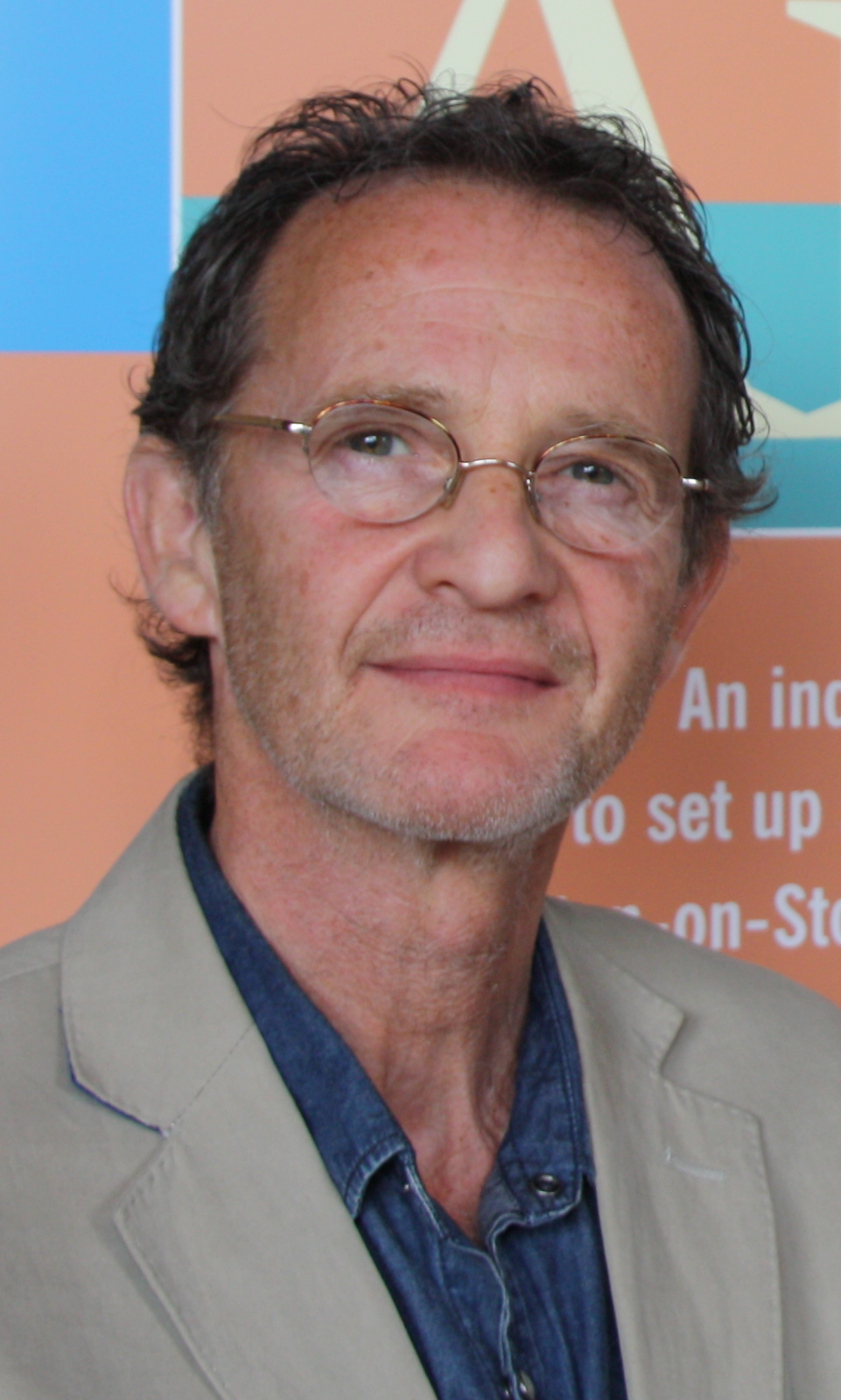
Anton Lesser (* 1952)

- Lesser, Axel (* 1946), deutscher Skilangläufer
- Lesser, Edmund (1852–1918), deutscher Dermatologe
- Lesser, Erik (* 1988), deutscher Biathlet
- Lesser, Ernst Josef (1879–1928), deutscher Physiologe
- Lesser, Felix (1887–1974), deutscher Jurist und Präsident des Hessischen Staatsgerichtshofs
- Lesser, Friedrich Christian (1692–1754), deutscher evangelischer Theologe und Historiker
- Lesser, Gabriele (* 1960), deutsche Historikerin und Journalistin
- Lesser, Henry (* 1963), deutscher Fußballspieler
- Lesser, Hermine (1853–1943), deutsche Frauenrechtlerin
- Lesser, Horst (* 1934), deutscher Skisportler
- Lesser, Ingo (* 1966), deutscher Skispringer
- Lesser, Jonas (1895–1968), österreichisch-britischer Lektor, Essayist und Übersetzer
- Lesser, Laurence (* 1938), US-amerikanischer Cellist und Musikpädagoge
- Lesser, Len (1922–2011), US-amerikanischer Schauspieler
- Lesser, Ludwig (1802–1867), Kaufmann
- Lesser, Ludwig (1869–1957), deutscher Landschaftsarchitekt
- Lesser, Otto (1830–1887), deutscher Astronom
- Lesser, Peter (* 1941), deutscher Skispringer
- Lesser, Richard (1839–1914), deutscher Buchhändler, Verleger, Zeitschriftenchefredakteur und Freimaurer
- Lesser, Robert (* 1942), US-amerikanischer Schauspieler
- Lesser, Rose (1908–2002), deutsch-japanische Autorin und Lehrerin
- Lesser, Rudi (1902–1988), deutscher Aquarellmaler, Radierer, Lithograf
- Lesser, Sol (1890–1980), US-amerikanischer Filmproduzent und Filmregisseur
- Lesser, Victor, US-amerikanischer Informatiker
- Lesser, Werner (1932–2005), deutscher Skispringer
- Lesser, Wilhelm (1812–1889), Beamter, Bahnvorstand und Politiker
- Lesser, Wolfgang (1923–1999), deutscher Komponist und Musikfunktionär, MdV (SED)
- Lesser-Kiessling, Anna (* 1841), deutsche Schauspielerin, Publizistin und Pionierin der Emanzipation
- Lessetschko, Michail Awksentjewitsch (1909–1984), sowjetischer Politiker, Minister der UdSSR
- Lessewa, Swetlana (* 1967), bulgarische Hochspringerin
- Lessewytsch, Wolodymyr (1837–1905), ukrainischer und russischer Philosoph und Ethnologe
- Lessey, Bob (1910–1989), US-amerikanischer Jazzmusiker (Gitarre)
- Lessiak, Primus (1878–1937), österreichischer Altgermanist, Sprachforscher, Dialektgeograph, Namenforscher
- Lessig, Curd (1924–2019), deutscher Maler und Grafiker
- Lessig, Helmut, deutscher American-Football-Spieler
- Lessig, Herbert (1902–1966), deutscher politischer Funktionär (KPD)
- Lessig, Karl (1847–1911), deutscher Eisenbahningenieur
- Lessig, Lawrence (* 1961), US-amerikanischer Rechtswissenschaftler und Hochschullehrer, Gründer der Creative-Commons-Initiative
- Lessimore, Edward (1881–1960), britischer Sportschütze
- Lessin, Michail Jurjewitsch (1958–2015), russischer Politiker und Medienmanager
- Lessin, Tia, US-amerikanische Filmproduzentin und Filmregisseurin
- Lessing, Ada (1883–1953), Pionierin der deutschen Erwachsenenbildung sowie Mitbegründerin und erste Gesellschafterin der Volkshochschule in Hannover
- Lessing, Alfred (* 1921), deutscher Sinto und Holocaustüberlebender
- Lessing, Alfred (1930–2013), deutscher Cellist und Gambist
- Lessing, Alma (1841–1918), deutsche Malerin, Fotografin und Schriftstellerin
- Lessing, Anton (1840–1915), deutsch-russischer Unternehmer
- Lessing, Carl Friedrich (1778–1848), deutscher Jurist und Kanzler des standesherrlichen Gerichts des Prinzen Gustav Kalixt von Biron in Polnisch Wartenberg
- Lessing, Carl Friedrich (1808–1880), romantischer Maler
- Lessing, Carl Robert (1827–1911), deutscher Jurist und Zeitungsverleger
- Lessing, Christian Friedrich (1809–1862), deutscher Botaniker
- Lessing, Clemens (1925–2006), deutscher Beamter
- Lessing, Doris (1919–2013), britische SchriftstellerinDoris Lessing (1919–2013)

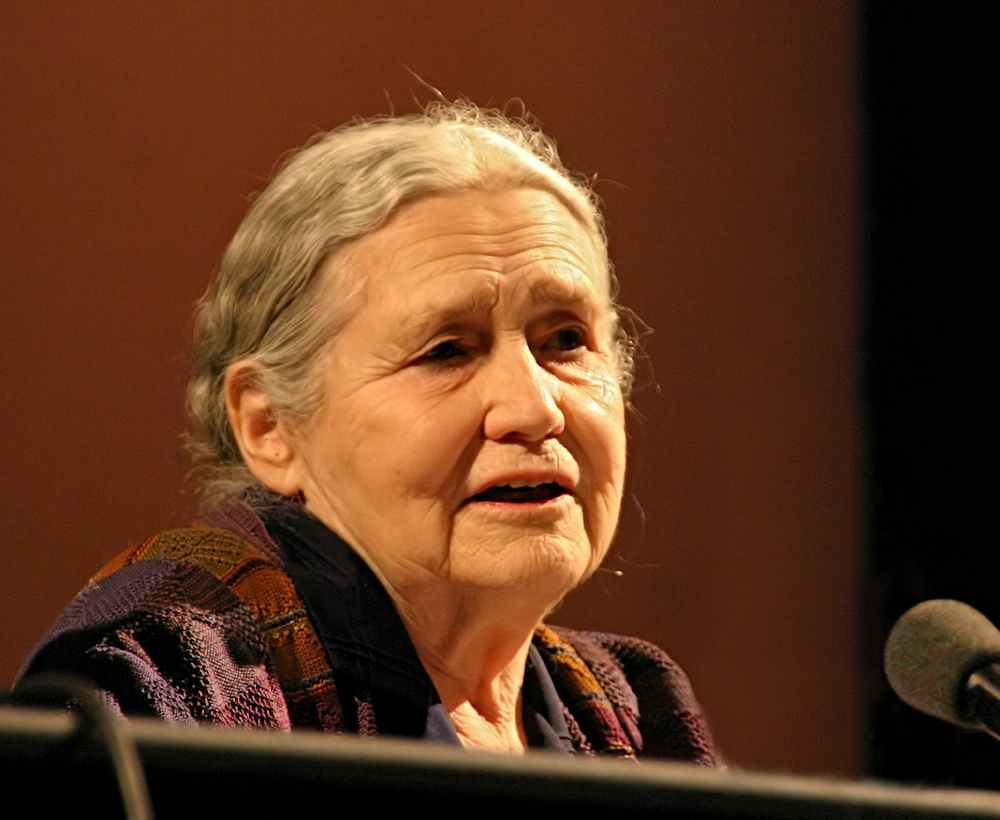
Doris Lessing (1919–2013)

- Lessing, Eckhard (1935–2020), deutscher evangelischer Theologe
- Lessing, Emil (1857–1921), deutscher Schauspieler, Theaterleiter und Regisseur
- Lessing, Erich (1923–2018), österreichischer Fotograf
- Lessing, Ferdinand (1882–1961), deutsch-US-amerikanischer Sinologe, Mongolist und Kenner des Lamaismus
- Lessing, Friedrich (1857–1929), preußischer Generalmajor im Ersten Weltkrieg
- Lessing, Georg (1864–1939), höherer sächsischer Staatsbeamter
- Lessing, Gottfried (1914–1979), deutscher Jurist und Diplomat (DDR)
- Lessing, Gotthold (1861–1919), deutscher Gutsbesitzer und Politiker (FVp), MdR

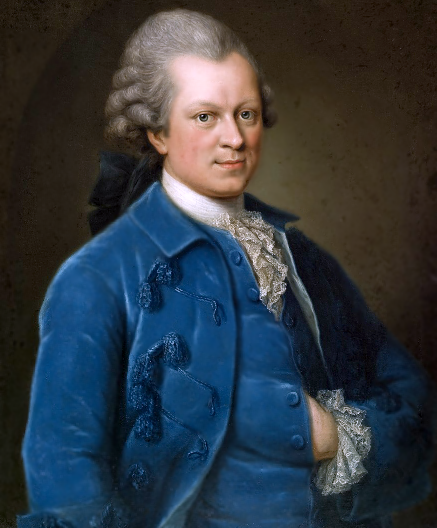
Gotthold Ephraim Lessing (1729–1781)

- Lessing, Gotthold Ephraim (1729–1781), deutscher Dichter der AufklärungGotthold Ephraim Lessing (1729–1781)
- Lessing, Gotthold Ephraim (1903–1975), deutscher Dirigent und Hochschullehrer
- Lessing, Hannah (* 1963), österreichische Ökonomin, Generalsekretärin des Österreichischen Nationalfonds für Opfer des Nationalsozialismus
- Lessing, Hans (1934–2017), deutscher Politiker (SED)
- Lessing, Hans-Erhard (* 1938), deutscher Physiker und Technikhistoriker
- Lessing, Heinrich (1856–1930), deutscher Porträt- und Landschaftsmaler
- Lessing, Johann Gottfried (1693–1770), deutscher lutherischer Theologe
- Lessing, Johann Gottlieb (1732–1808), deutscher Pädagoge
- Lessing, Julius (1843–1908), deutscher Kunsthistoriker und erster Direktor der Berliner Kunstgewerbemuseums
- Lessing, Karl (1853–1917), deutscher Klassischer Philologe und Gymnasiallehrer
- Lessing, Karl Gotthelf (1740–1812), deutscher Münzdirektor, Schriftsteller und Zeitungsherausgeber
- Lessing, Karl-Horst (1925–1987), deutscher Brigadegeneral der Luftwaffe der Bundeswehr
- Lessing, Kolja (* 1961), deutscher klassischer Musiker, Komponist und Hochschullehrer
- Lessing, Konrad (1852–1916), deutscher Landschaftsmaler
- Lessing, Lena (* 1960), deutsche Schauspielerin, Regisseurin und Dozentin für Schauspiel
- Lessing, Madge (1873–1966), anglo-amerikanische Schauspielerin bei Bühne und Film
- Lessing, Martha-Luise (* 1964), deutsche Dichterin und Verlegerin
- Lessing, Michael Benedikt (1809–1884), deutscher Mediziner und praktischer Arzt in Berlin
- Lessing, Otto (1846–1912), deutscher Bildhauer und Maler
- Lessing, Roland (* 1978), estnischer Biathlet
- Lessing, Simon (1843–1903), deutscher Unternehmer
- Lessing, Simon (* 1971), britischer Triathlet
- Lessing, Theodor (1872–1933), deutscher Philosoph und PublizistTheodor Lessing (1872–1933)

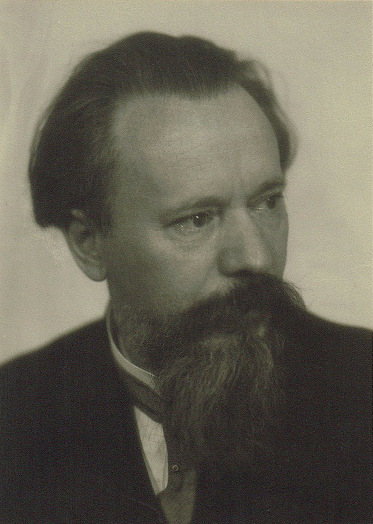
Theodor Lessing (1872–1933)

- Lessing, Volker (* 1945), deutscher Jurist und Sachbuchautor, Honorarprofessor
- Lessing, Walter (1881–1967), deutscher Politiker
- Lessing, Willy (1881–1939), deutscher Unternehmer, Opfer des Holocaust
- Lessinger, Jack (1911–1987), US-amerikanischer Fotograf
- Lessio, Lucas (* 1993), kanadischer Eishockeyspieler
- Lessius, Leonhardus (1554–1623), Jesuit und Theologe
- Lessjuk, Taras (* 1996), ukrainischer Biathlet
- Leßke, Friedrich August (1841–1904), deutscher Lehrer, Kantor und Heimatforscher
- Lessky, Friedrich (* 1934), österreichischer Musikpädagoge, Chorleiter und Kirchenmusiker
- Lessky, Gerhard (* 1969), österreichischer Dirigent
- Lessky, Michael (* 1960), österreichischer Dirigent
- Lessky, Nikolaus (* 1999), österreichischer Schauspieler
- Lessky, Rudolf (* 1935), österreichischer Musikpädagoge, Chorleiter, Kirchenmusiker und Komponist
- Lessle, Dieter Felix (1931–2001), deutscher Bibliothekar und Landtagsdirektor
- Lessler, Montague (1869–1938), US-amerikanischer Jurist und Politiker
- Lessler, Toni (1874–1952), deutsche Pädagogin, Schulgründerin und -leiterin
- Lessley, Elgin (1883–1944), US-amerikanischer Kameramann der Stummfilmzeit
- Lesslie, Michael (* 1983), englischer Dramatiker, Drehbuchautor und Filmproduzent
- Lessmann, Agnieszka (* 1964), polnische deutschsprachige Schriftstellerin
- Leßmann, Christian (* 1977), deutscher Wirtschaftswissenschaftler
- Lessmann, Claus (* 1960), deutscher Sänger und Gitarrist
- Lessmann, Daniel (1794–1831), deutscher Historiker und Dichter
- Leßmann, Herbert (* 1935), deutscher Rechtswissenschaftler
- Leßmann, Horst (1907–1975), deutscher Politiker (DP), MdL
- Leßmann, Ignatz (1800–1869), deutscher Lehrer und Politiker
- Lessmann, Inga (* 1989), deutsche Schauspielerin
- Lessmann, Lara (* 2000), deutsche Freestyle-BMX-Fahrerin
- Leßmann, Martin (* 1957), deutscher Schauspieler, Regisseur und Autor
- Leßmann, Max Richard (* 1991), deutscher SängerMax Richard Leßmann (* 1991)

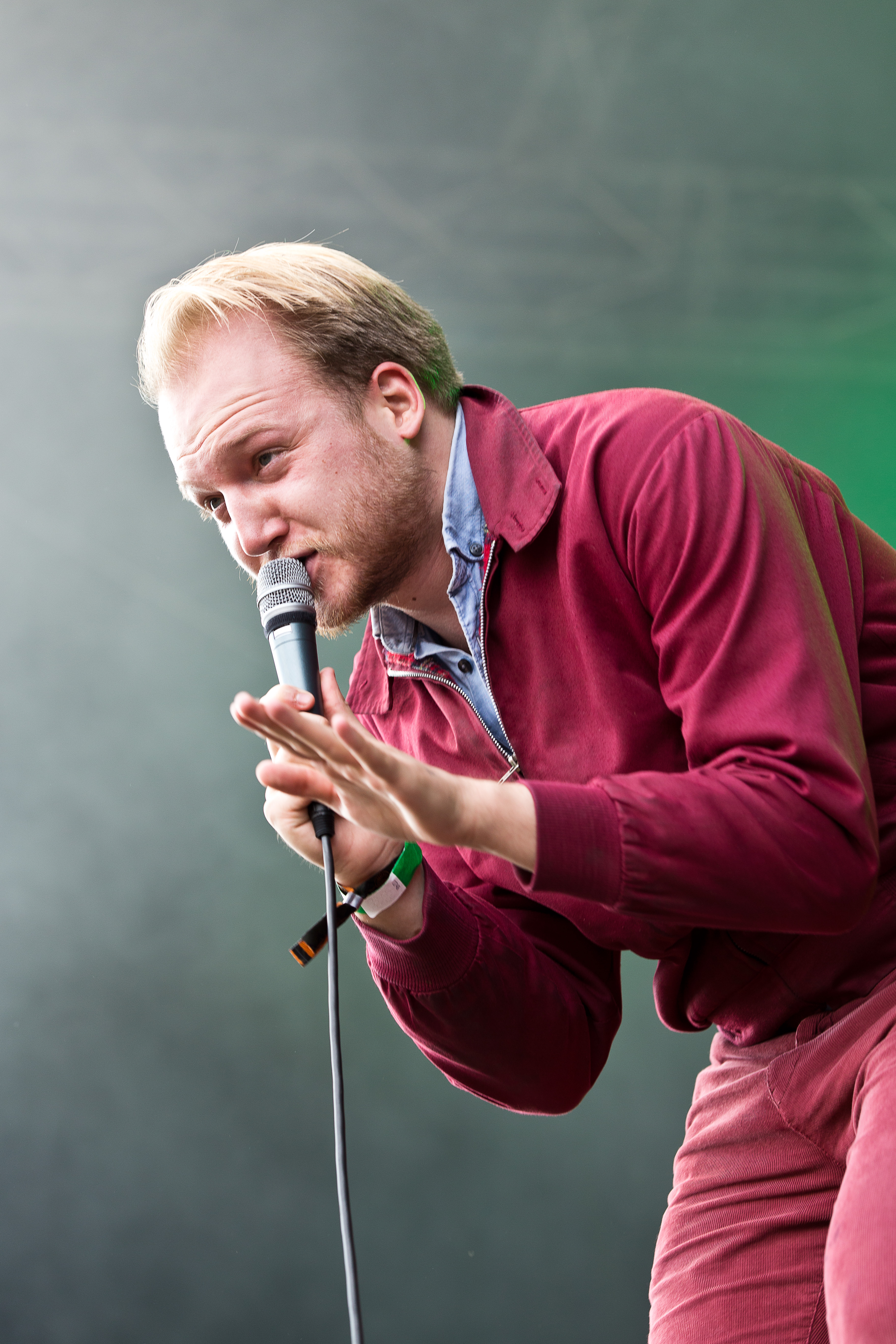
Max Richard Leßmann (* 1991)

- Leßmann, Otto (1844–1918), deutscher Komponist
- Lessmann, Patrick, deutscher Goldschmiedemeister und Gutachter
- Leßmann, Reinhold (1915–2004), deutscher Kaufmann, Dokumentar- und Werbefotograf
- Lessmann, Robert (* 1960), deutscher Sozialwissenschaftler und Autor
- Lessmann, Sandra (* 1969), deutsche Schriftstellerin
- Leßmeister, Anne (* 1984), deutsche Schauspielerin
- Leßmeister, Monique (* 1987), deutsche Dartspielerin
- Leßmeister, Ralf (* 1967), deutscher Politiker (CDU)
- Leßmöllmann, Annette (* 1968), deutsche Linguistin und Wissenschaftsjournalistin
- Leßner, Friedrich (1825–1910), sozialistischer Politiker
- Leßner, Regina (* 1954), deutsche Feature-Autorin und Regisseurin
- Leßner, Sintje (* 1974), deutsche Richterin
- Leßner, Walter (1909–2010), deutscher Kommunalpolitiker (SPD)
- Lesson, Marie Clémence (1800–1834), französische wissenschaftliche Illustratorin
- Lesson, Pierre Adolphe (1805–1888), französischer Arzt, Anthropologe und Naturforscher
- Lesson, René Primevère (1794–1849), französischer Arzt und Naturforscher
- Lessona, Alessandro (1891–1991), italienischer Heeresoffizier und faschistischer Politiker
- Lessona, Michele (1823–1894), italienischer Zoologe
- Lessore, Thérèse (1884–1945), britische Malerin
- Lessort, Mathias (* 1995), französischer BasketballspielerMathias Lessort (* 1995)

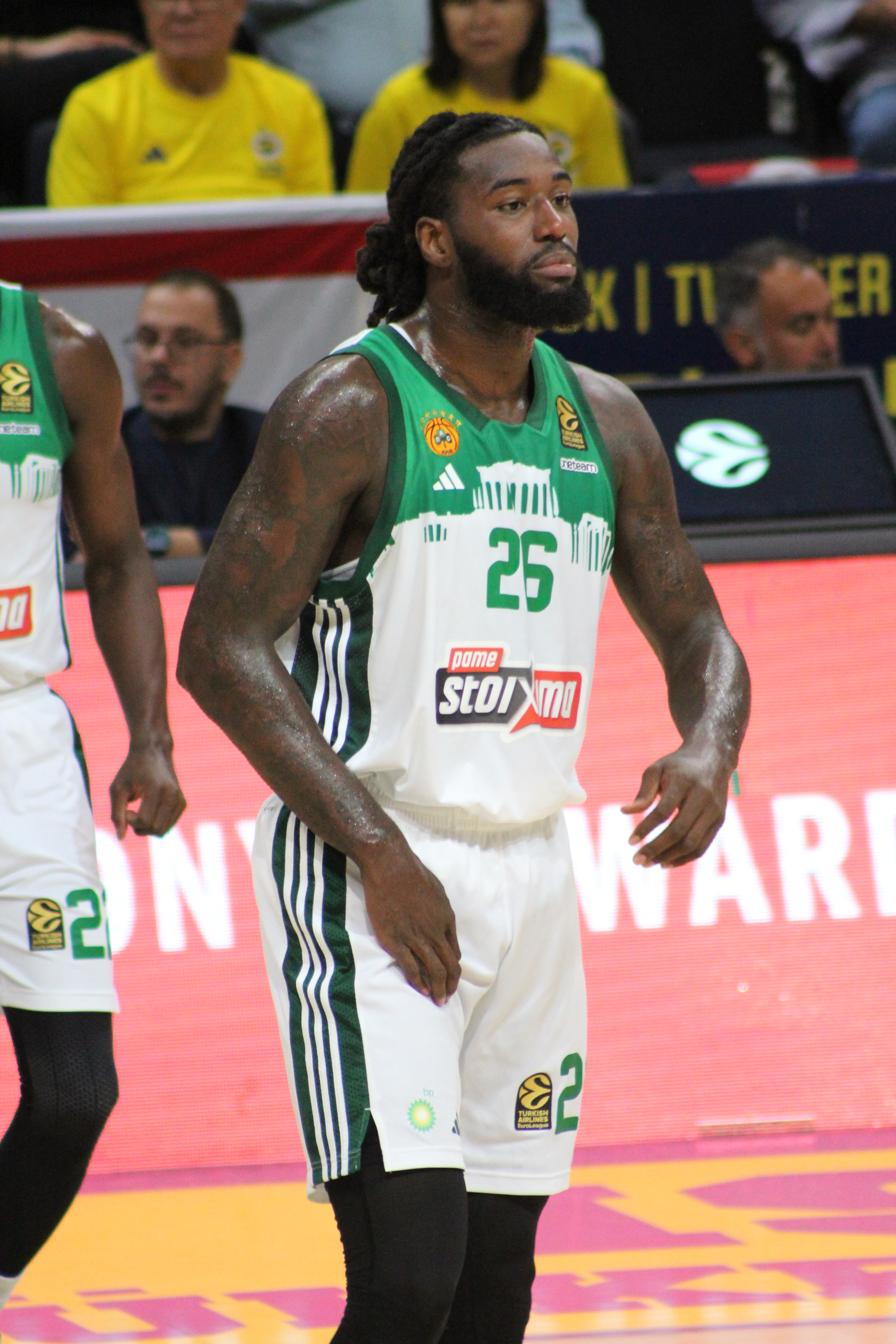
Mathias Lessort (* 1995)

- Lessow, Petar (* 1960), bulgarischer Boxer
- Lessowaja, Tatjana Dmitrijewna (* 1956), sowjetische Diskuswerferin
- Lessowoi, Daniil Olegowitsch (* 1998), russischer Fußballspieler
- Lessukow, Alexei (* 1988), russischer Bodybuilder
- Lessun, Alexander Leonidowitsch (* 1988), russisch-belarussischer Pentathlet und Olympiasieger
- Lessy, Ben (1902–1992), US-amerikanischer Schauspieler und Fernsehschauspieler

### Lest
- Lest-Liik, Rea (* 1990), estnische Schauspielerin
- Lestander, Cristina (* 1962), Schweizer Curlerin
- Lestander, Klas (1931–2023), schwedischer Biathlet und Olympiasieger
- Lestander, Ove (* 1941), schwedischer Skilangläufer
- Lestari, Bunga Citra (* 1983), indonesische Sängerin, Schauspielerin und Fernsehschauspielerin
- Leštarić, Lazar (* 1997), serbischer Eishockeyspieler
- Lestek, Fürst der Polanen
- Lester, Adrian (* 1968), britischer SchauspielerAdrian Lester (* 1968)

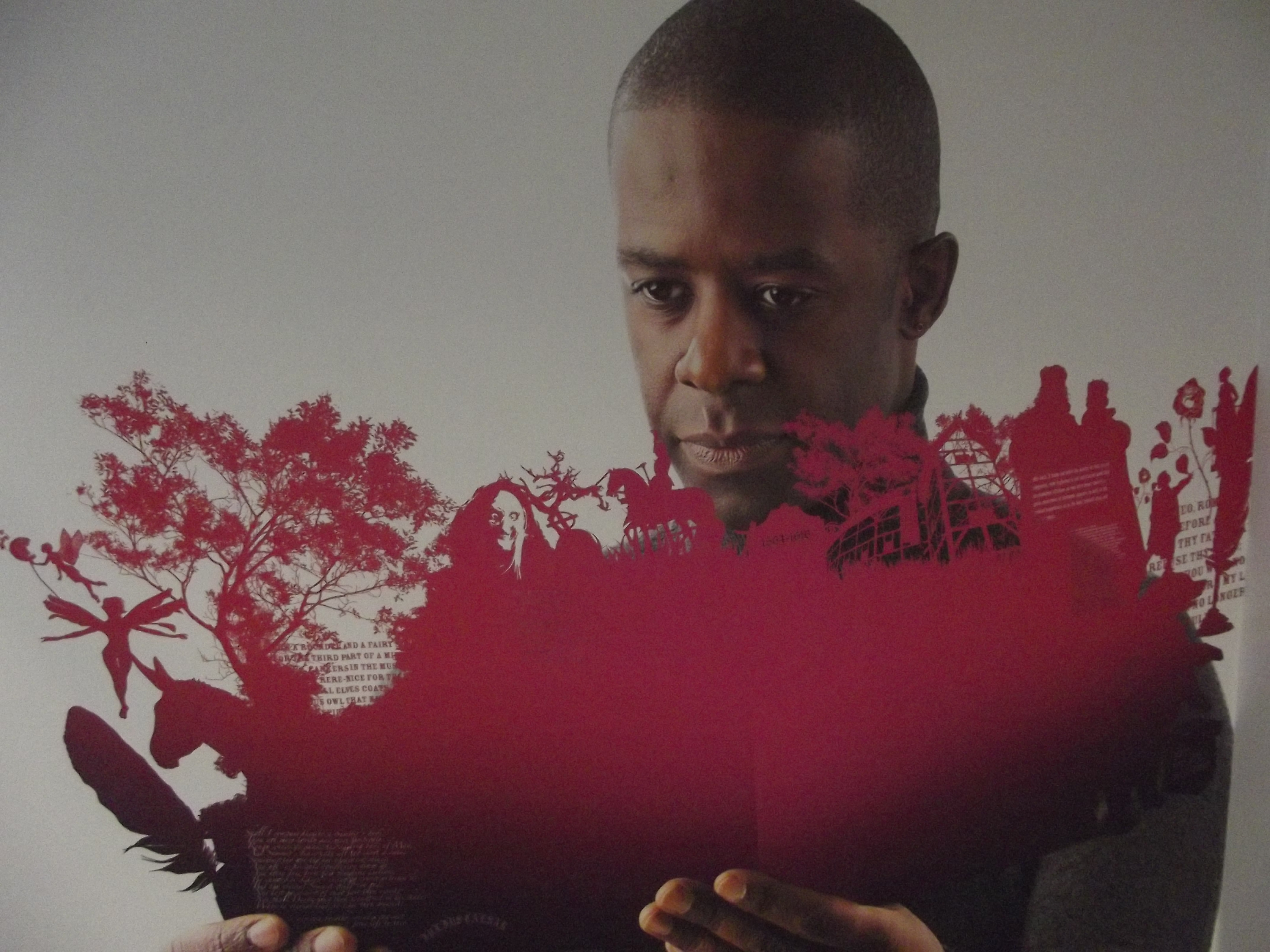
Adrian Lester (* 1968)

- Lester, Albert († 1867), US-amerikanischer Jurist und Politiker
- Lester, Anthony, Baron Lester of Herne Hill (1936–2020), britischer liberaldemokratischer Politiker und Mitglied des House of Lords

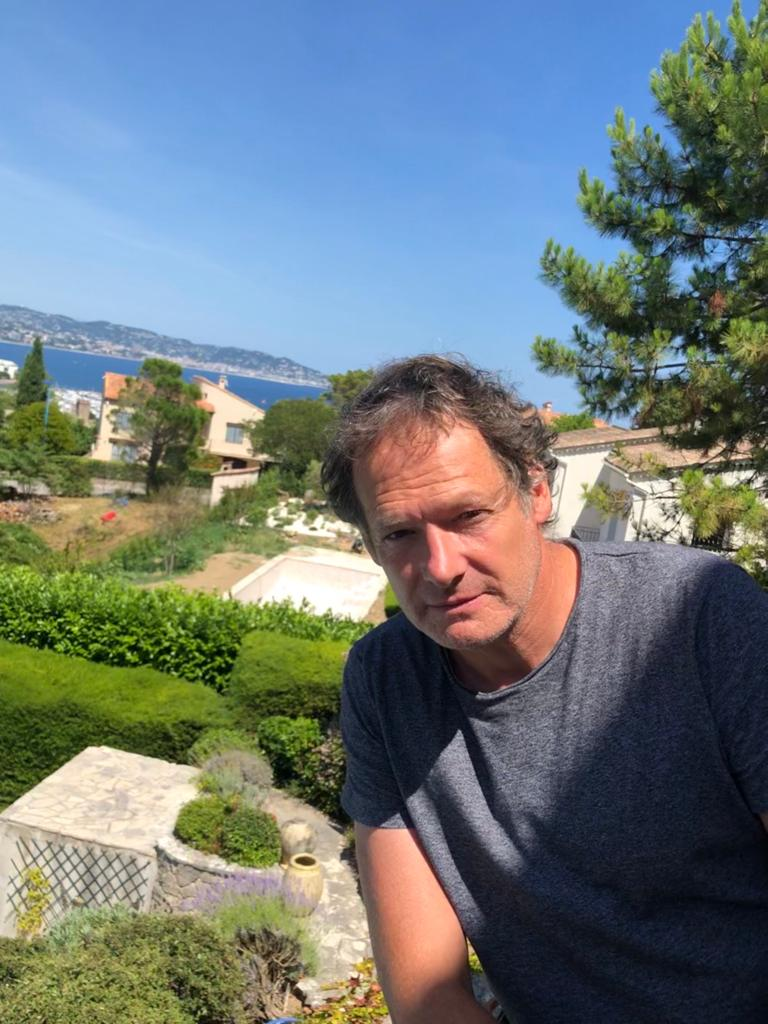
Mark Lester (* 1958)

- Lester, Billy (* 1946), US-amerikanischer Jazzmusiker (Piano)
- Lester, Bobby (1930–1980), US-amerikanischer Musiker
- Lester, Bruce (1912–2008), britischer Schauspieler
- Lester, Buddy († 2002), US-amerikanischer Schauspieler und Komiker
- Lester, Carrie (* 1981), australische Triathletin
- Lester, Connie (1931–2019), US-amerikanischer Jazzmusiker
- Lester, Dominic, Tonmeister
- Lester, Edwin (1895–1990), US-amerikanischer Theaterproduzent
- Lester, Elliott, britischer Film- und Fernsehregisseur
- Lester, Elliott (1893–1951), US-amerikanischer Theater- und Drehbuchautor
- Lester, Frank (1935–2021), österreichischer Radio- und Fernsehmoderator
- Lester, Gabriel (* 1972), niederländischer Installations-, Performance- und Videokünstler
- Lester, George Nelson (1824–1892), US-amerikanischer Jurist, Politiker und Offizier
- Lester, Heddy (1950–2023), niederländische Sängerin und Schauspielerin
- Lester, Hilary, britische Sängerin
- Lester, J. J. (* 1968), US-amerikanischer Country-Musiker und -produzent
- Lester, James A. (1891–1958), US-amerikanischer Offizier, Generalmajor der US-Army
- Lester, Jon (* 1984), US-amerikanischer Baseballspieler
- Lester, Joyce (* 1958), australische Softballspielerin
- Lester, Julia (* 2000), US-amerikanische Schauspielerin
- Lester, Justin Harry (* 1983), US-amerikanischer Ringer
- Lester, Keiana (* 1997), Radsportlerin aus Trinidad und Tobago
- Lester, Ketty (* 1934), US-amerikanische R&B-Sängerin und Schauspielerin
- Lester, Lazy (1933–2018), US-amerikanischer Mundharmonikaspieler
- Lester, Mark (* 1958), englischer SchauspielerMark Lester (* 1958)
- Lester, Mark L. (* 1946), US-amerikanischer Filmregisseur, Autor und Produzent
- Lester, Muriel (1883–1968), englisch-britische Sozialreformerin, Pazifistin und Baptistin
- Lester, Niko (* 1991), deutsch-amerikanischer American-Football-Spieler
- Lester, Phil (* 1987), britischer Webvideoproduzent, Video-Blogger und Radiomoderator
- Lester, Posey G. (1850–1929), US-amerikanischer Politiker
- Lester, Richard (* 1932), US-amerikanischer Filmregisseur und -produzentRichard Lester (* 1932)

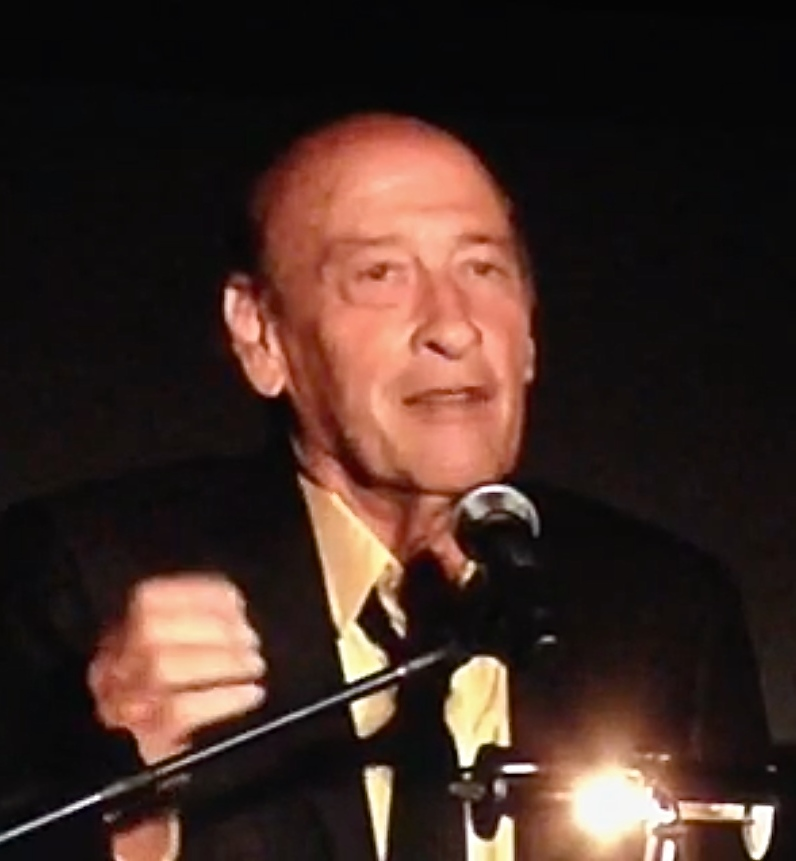
Richard Lester (* 1932)

- Lester, Richard (* 1949), britischer Ruderer
- Lester, Richard Neville (1937–2006), britischer Botaniker
- Lester, Rufus E. (1837–1906), US-amerikanischer Politiker
- Lester, Seán (1888–1959), irischer Journalist, Politiker und Diplomat
- Lester, Sonny (1924–2018), amerikanischer Musikproduzent
- Lester, Terry (1950–2003), US-amerikanischer Schauspieler
- Lester, Tim (1968–2021), US-amerikanischer American-Football-Spieler
- Lester, Toby (* 1964), US-amerikanischer Journalist und Autor
- Lester, Tom (1938–2020), US-amerikanischer Schauspieler und Prediger
- Lesti, Diána (* 1998), ungarische Weitspringerin
- Lestiboudois, Herbert (1907–1963), deutscher Schriftsteller und Journalist
- Lestienne, Constant (* 1992), französischer Tennisspieler
- Léstienne, Louis, französischer Turner
- Lestienne, Maxime (* 1992), belgischer Fußballspieler
- Lestienne, Robert (1892–1944), französischer Autorennfahrer
- Lestienne, Waldemar (1878–1967), französischer Autorennfahrer und Automobilingenieur
- Lestin, Uwe-Peter (* 1943), deutscher Politiker (SPD), MdL
- Lestko († 1336), Herzog von Ratibor (1306–1336)
- L’Estocart, Paschal de (* 1539), reformierter Kirchenkomponist der französischen Renaissance
- L’Estocq, Anton Wilhelm Karl von (1823–1913), preußischer Offizier, zuletzt Generalleutnant und Ritter des Ordens Pour le Mérite
- L’Estocq, Anton Wilhelm von (1738–1815), preußischer General der KavallerieAnton Wilhelm von L’Estocq (1738–1815)

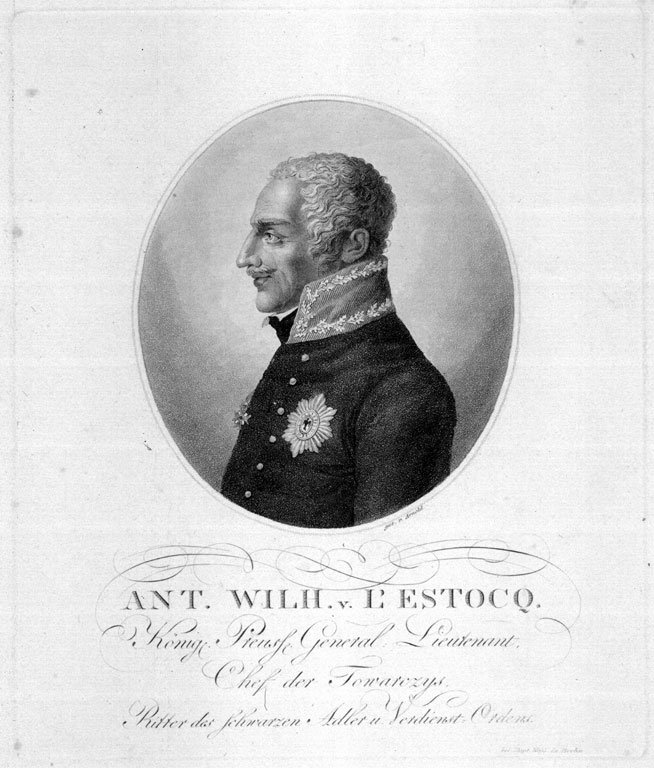
Anton Wilhelm von L’Estocq (1738–1815)

- L’Estocq, Heinrich von (1756–1837), preußischer Offizier, zuletzt Generalmajor und Träger des Ordens Pour le Mérite
- L’Estocq, Hermann (1887–1940), österreichischer Verwaltungsjurist
- L’Estocq, Jean von (1647–1732), französisch-deutscher Arzt, Hofbarbier -Chirurg in Celle und Hannover
- L’Estocq, Johann Hermann von (1692–1767), Arzt und Günstling der russischen Kaiserin Elisabeth
- L’Estocq, Johann Ludwig (1712–1779), deutscher Jurist
- L’Estocq, Johann Paul (1686–1726), praktischer Arzt
- L’Estoile, Claude de (1597–1652), französischer Literat, Mitglied der Académie française
- L’Estoile, Pierre de (1546–1611), französischer Jurist, Schriftsteller und Chronist
- Leston, Les (1920–2012), britischer Rennfahrer
- Lestonnac, Johanna von (1556–1640), französische Ordensgründerin
- Lestor, Joan, Baroness Lestor of Eccles (1931–1998), britische Politikerin (Labour Party), Mitglied des House of Commons
- LeStourgeon, Elizabeth (1880–1971), US-amerikanische Mathematikerin und Hochschullehrerin
- Lestrade, Bradley (* 2001), Schweizer Sprinter
- Lestrade, Didier (* 1958), französischer Autor und Journalist
- Lestrade, Jean-Xavier de (* 1963), französischer Drehbuchautor, Filmregisseur und Filmproduzent
- Lestrange, Augustin de (1754–1827), französischer Trappistenabt, Ordensreformator und Klostergründer
- Lestrange, Ebulo, 1. Baron Strange († 1335), englischer Adliger und Militär
- Lestrange, Fulk, 1. Baron Strange of Blackmere († 1324), englischer Adliger und Seneschall von Aquitanien
- L’Estrange, Gerald (1917–1996), irischer Politiker
- Lestrange, Gisèle (1927–1991), französische Zeichnerin und Grafikerin
- Lestrange, John, 1. Baron Strange (1254–1309), englischer Adeliger und Feldherr
- Lestrange, John, 2. Baron Strange (1282–1311), englischer Adeliger
- Lestrange, Marie de (1508–1588), französische Hofdame und Mätresse
- Lestrange, Roger († 1311), englischer Ritter, Militär und Beamter
- L’Estrange, Roger (1616–1704), englischer Politiker, Tory, Royalist, Fluglattschreiber
- Lestrup, Fredrik (* 1984), schwedischer Automobilrennfahrer
- Lestschinsky, Jakob (1876–1966), litauisch-israelischer Soziologe
- Lestwitz, Ernst Sigismund von (1710–1779), deutscher Offizier und Freimaurer
- Lestwitz, Hans Sigismund von (1718–1788), preußischer Generalmajor
- Lestwitz, Johann Georg von (1688–1767), preußischer Generalleutnant

### Lesu
- Lesueur, Charles-Alexandre (1778–1846), französischer Naturforscher, Entdecker und Maler
- LeSueur, Emily (* 1972), US-amerikanische Synchronschwimmerin
- Lesueur, Jean-François (1760–1837), französischer Kirchenmusiker und Komponist
- Lesueur, Raoul (1912–1981), französischer Radrennfahrer
- Lesueur-Aymonin, Éloyse (* 1988), französische Weitspringerin
- Lesuk, Bill (* 1946), kanadischer Eishockeyspieler und -scout
- Lesur, Alice (1881–1980), französische Komponistin
- Lesure, James (* 1970), US-amerikanischer Schauspieler
- Lesurques, Joseph (1763–1796), französischer Geschäftsmann, Opfer eines Justizirrtums

### Lesw
- Leswick, Tony (1923–2001), kanadischer Eishockeyspieler und -trainer

### Lesz
- Lesz, Mieczysław (1911–1998), polnischer Politiker, Mitglied des Sejm
- Leszczycki, Stanisław (1907–1996), polnischer Geograph und Politiker
- Leszczylowski, Michal (* 1950), polnisch-schwedischer Filmeditor
- Leszczyna, Izabela (* 1962), polnische Lehrerin, Finanz- und Managementexpertin und Politikerin
- Leszczyńska, Alicja (* 1988), polnische Volleyballspielerin
- Leszczyńska, Anna (1699–1717), polnische Prinzessin
- Leszczyńska, Joanna (* 1988), polnische Ruderin
- Leszczyńska, Maria (1703–1768), durch Heirat mit Ludwig XV. Königin von FrankreichMaria Leszczyńska (1703–1768)

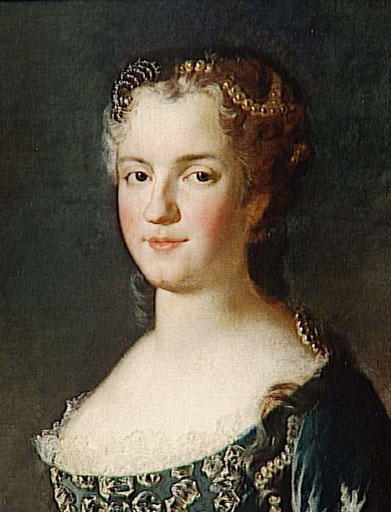
Maria Leszczyńska (1703–1768)

- Leszczyński, Kazimierz (1913–1977), polnischer Historiker
- Leszczyński, Marian (1936–2020), polnischer Ruderer
- Leszczyński, Mariusz (* 1957), polnischer römisch-katholischer Geistlicher, Weihbischof in Zamość-Lubaczów
- Leszczynski, Paul von (1830–1918), preußischer General der Infanterie
- Leszczyński, Stanislaus I. (1677–1766), polnischer Aristokrat, Magnat, Beamter im Staatsdienst, Reichsgraf und StaatsmannStanislaus I. Leszczyński (1677–1766)

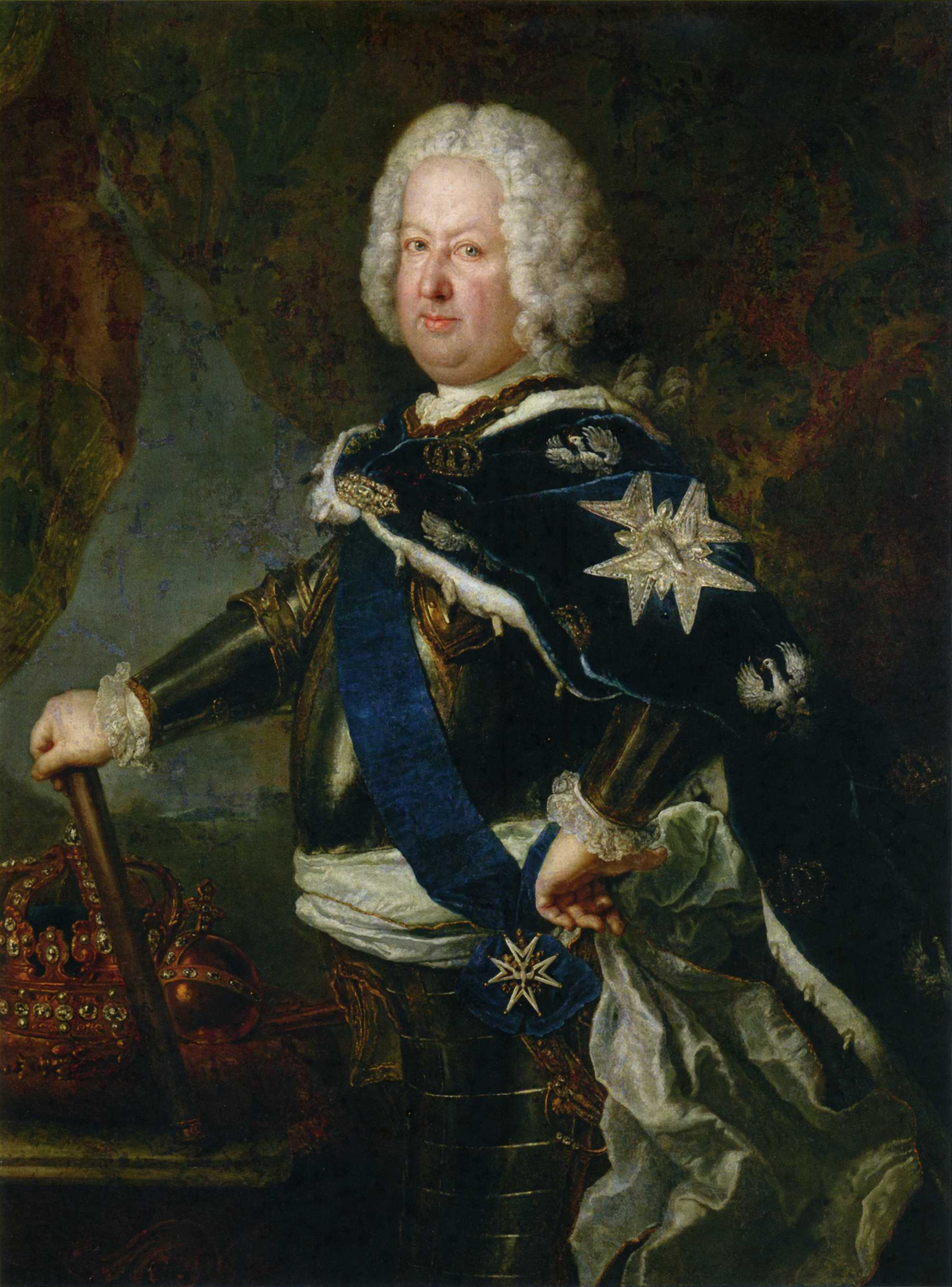
Stanislaus I. Leszczyński (1677–1766)

- Leszczynski, Stanislaus von (1842–1932), preußischer Generalleutnant und Militärschriftsteller
- Leszczyński, Stanisław (* 1951), polnischer Musikkritiker, Publizist und Musikmanager
- Leszczynski, Wenceslaus (1605–1666), polnischer Theologe
- Leszczyński, Witold (1933–2007), polnischer Filmregisseur, Fotograf und Drehbuchautor
- Leszek, polnischer Herzog
- Leszek, polnischer Prinz
- Leszek († 1186), polnischer Herzog
- Leszek, polnischer Herzog
- Leszek I. (1186–1227), Seniorherzog von Polen
- Leszek II. (1241–1288), Herzog von Polen
- Leszkiewicz, Leszek (* 1970), polnischer Geistlicher und römisch-katholischer Weihbischof in Tarnów
- Lesznai, Anna (1885–1966), ungarische Malerin und Schriftstellerin
- Lesznai, Lajos (1904–1977), ungarischer Musikwissenschaftler
- Leszner, Tamara (1947–2014), deutsche Denkmalpflegerin